# 2024年の日本競馬
2024年の日本競馬（2024ねんのにほんけいば）では、2024年（令和6年）の日本競馬界についてまとめる。
2023年の日本競馬 - 2024年の日本競馬 - 2025年の日本競馬

## 能登半島地震による影響・できごと
1月1日に発生した令和6年能登半島地震に伴う競馬界の影響やできごとは以下の通り。
- 金沢競馬場（J-PLACE金沢）では地震の影響により、1月2日から地方競馬・JRAともに場外発売・払戻を中止。払戻業務は地方競馬・JRAともに1月15日より、場外発売は2月3日より再開。なお、2023年11月3日から27日までの間に金沢競馬場にて発売された投票券は、1月27日まで有効期限を延長する[1][2][3][4][5][6]。金沢競馬は2023年度県営第18回開催（3月10日 - 12日）を「能登半島地震復興支援シリーズ」として売上の一部を義援金とするほか、2023年度県営第19回開催（3月17日・19日・25日・26日）以降本年の本場開催を「能登半島地震復興支援シーズン」と位置付け、復興支援に取り組んでいくとした[7]。
- 川崎競馬場では、1月4日から当面の間、場内に募金箱を設置[8]するほか、2月2日の川崎競馬第7競走を「被災者支援レース」として実施し、売得金の5%を義援金として寄付する[9]。
- 名古屋競馬場では、1月4日から当面の間、場内に募金箱を設置[10]するほか、1月15日から19日までの名古屋競馬のうち、各日第1競走の売得金の1%相当額を義援金として寄付する[11]。
- JRA京都競馬場では、1月6日に予定していた「新春鏡開き」を中止するとともに、場内に義援金募金箱を設置する[12]。また、6日の中山競馬場と京都競馬場では昼休みに騎手や調教師が参加し、地震の死者に対して黙祷が行われた[13][14]。1月12日には石川県への義援金としてJRAが3000万円、日本調教師会・日本騎手クラブが各500万円を拠出。競馬場およびウインズ（一部を除く）での募金活動も引き続き実施[15]。
- 帯広競馬場では、1月7日より場内に募金箱を設置[16]。また、ばんえい競馬の調教師会・騎手会は、義援金を寄付[17]。1月13日・14日には、ばんえい競馬の騎手やPR馬「フクスケ」が参加して募金活動を実施[18]。このほか、帯広競馬場内「ふれあい動物園」でのにんじんの売上を義援金として寄付[19]。帯広競馬は3月16日の第11競走（第55回イレネー記念）と3月17日の全競走を「被災地支援競走」として実施し、売得金の1%相当額を支援金として寄付する[20]。
- 浦和競馬場では、1月9日より場内に募金箱を設置[21]。また、2月19日から23日の浦和競馬のうち、各日第12競走を「被災者支援レース」として実施し、売得金の1%相当額を寄付する[22]。
- 笠松競馬場では、1月9日から12日に行われる笠松競馬のうち、各日の第5競走を「令和6年能登半島地震被災地支援レース」として実施し、売上の1%相当額を寄付するほか、笠松競馬場内に当面の間被災地支援募金箱を設置[23]。
- ホッカイドウ競馬では、1月10日から31日まで、門別競馬場および場外発売所Aiba（15か所）に募金箱を設置[24]。また、北海道調騎会は1月30日、義援金50万円を日高町に贈呈した[25]。
- 高知競馬場では、1月14日から31日までの開催日（計9日）において、各日最終競走の1つ前の競走を「令和6年能登半島地震復旧支援競走」として実施し、売得金の1%相当額を高知県の「高知県能登半島地震義援金」に寄付するほか、高知競馬場とパルス高知・宿毛・藍住では1月8日から31日まで募金箱を設置[26]。
- 岩手県競馬組合は、1月15日から3月31日まで、盛岡競馬場・水沢競馬場および場外発売所に募金箱を設置[27]。また、水沢競馬場では3月10日と17日の第10競走、11日・12日の第12競走を「令和6年能登半島地震被災者支援競走」として実施し、売得金の1%相当額を義援金として寄付する[28]。
- 兵庫県競馬組合は、1月16日から開催する姫路競馬（第1回から第3回）を「令和6年能登半島地震被災地支援シリーズ」として実施し、売得金から各回ごとに100万円（計300万円）を義援金として寄付する[29]。
- 地方競馬全国協会は1月18日、石川県へ見舞金として100万円、日本赤十字社へ義援金100万円を寄付することを発表[30]。
- 船橋競馬場では、1月19日の船橋競馬第12競走を「令和6年能登半島地震被災者支援競走」として実施し、売得金の5%相当額を寄付するほか、1月15日から当面の間、場内に募金箱を設置[31]。また、1月19日には船橋所属騎手が参加して募金活動を実施[32]。
- 佐賀競馬場では、1月20日・21日の佐賀競馬第4競走を「令和6年能登半島地震被災者支援競走」として実施し、売得金の5%を寄付するほか、佐賀競馬場と場外発売所「トゥルー佐賀」では1月7日から21日まで募金箱を設置[33]。
- 大井競馬場では、第16回開催（1月21日から26日）の各日最終競走を被災地支援競走として、競走名に「能登半島地震被災地支援」の副題を付して実施し、売得金の1%相当額を石川県に拠出する[34]。
- 日本馬主協会連合会は、石川県へ義援金として1000万円を拠出[35]。

## 騎手の通信機器持ち込みによる騎乗停止
前年から中央・地方、さらには若手・ベテランを問わず問題が表面化していた騎手の競馬期間中の通信機器の不適切な使用事案に歯止めがかからず、この年も相次いで発覚し、騎手に対する処分が発表されている。このうち、長期間の騎乗停止処分や引退に追い込まれる騎手も散見される。

### 中央競馬
JRAは5月31日、所属騎手の水沼元輝（美浦）が24日から26日にかけて美浦トレーニングセンター及び東京競馬場内の調整ルームにスマートフォンを持ち込み使用していたとして、日本中央競馬会競馬施行規程第148条第2項に基づき、同日から裁定委員会の議定があるまで騎乗停止処分にしたことを発表。JRAは6月1日に経緯を説明し、水沼は飲食店の予約、インターネットやSNSの閲覧にスマートフォンを使用。調整ルーム入室時には通信機器を保管ロッカーに預けることが義務化されているが、スマホケースのみを入れておく偽装工作が発覚したことなどから、悪質性が高く、JRAは「重大な非行」と認定した。
JRAは6月24日に開いた関西定例会見で水沼の件に言及し、審判担当理事の菊田淳は「近々、裁定委員会を開き、弁明の機会を与えた上で処分を決定し、7月中旬に発表する予定」と語ったうえで、2023年に6名の騎手が同様の事案で騎乗停止となった際に「次はこんなのじゃ済まない」と語り、今回は「そんなに軽い制裁にはならない」とコメントした。
JRAは6月26日に第1回裁定委員会を開催し、今後は行政手続法に基づき水沼に弁明の機会を与えたうえで、第2回裁定委員会で最終処分が決定される。
JRAは第2回裁定委員会を開き、7月10日に水沼の処分を正式に発表。5月31日から2025年2月28日まで9か月間の騎乗停止とした。9か月の騎乗停止は、JRAが遡って確認・特定できる範囲では最も重い処分となった。同日、水沼は師匠の加藤和宏調教師とともに謝罪会見を行い、自身の行動と考えを見つめなおす決意を語った。
しかし、その後も騎手の開催期間中の通信機器の不適切使用事案が更に判明することとなった。
JRAは10月7日に、騎手の永野猛蔵と小林勝太（ともに美浦）の両名を騎乗停止にしたことを発表した。永野は10月5日・6日に東京競馬場調整ルーム居室内に通信機器（スマートフォン）を持ち込み、通信していた事実が判明。さらに永野の調査の中で、小林勝が9月27日に美浦トレーニングセンター調整ルーム居室内に通信機器を持ち込み、通信していた事実が判明した。両名ともに騎手として重大な非行があったと認定され、日本中央競馬会競馬施行規程第148条第2項により裁定委員会に送付され、同第4項により10月8日から裁定委員会の議定があるまで騎乗停止となった。JRAは10月9日に開いた説明会で、両名ともに2台持っていたスマートフォンのうち1台のみをロッカーに預け、隠し持っていたもう1台のスマートフォンを意図的に持ち込み、通信を行っていたことを説明。永野については競馬場の調整ルームで勤務する職員から電話と思しき話し声が複数回聞こえたため、6日の第12競走終了後に本人立会いの下で検査をしたところ、スマートフォン1台を発見したという。また、永野の端末から過去の通信履歴を調査したところ、機器の使用が禁止されている時間帯に小林勝とのLINEでのやり取りが確認されたため、本人に事情聴取したところ、機器の使用を認めた。JRAは11月13日に永野と小林勝の第1回裁定委員会を行ったが、その後永野の引退を発表。本人からの騎手免許取消申請を受け、13日付で免許を取り消した。同日に美浦・栗東の両トレセンで行われた説明会で、永野は2023年5月26日から2024年10月6日までの期間で継続的に調整ルームで通信機器を使用していたことを明らかにし、JRAは「事象が発覚してから騎手本人から引退する旨を伝えられていたが、裁定委員会は行ってから引退届を出したため、11月13日付で取り消し。本来であれば12カ月間の騎乗停止処分という内容であったが、それが執行されることはない」と引退の経緯を説明した。また、調整ルーム内の行為ではないが、自身の骨折休業中に親族へ馬券の予想行為を行っていたことも新たに発覚した。なお、永野と調教連絡など通信を行っていた相手とされる調教助手も事案判明後、自主的に厩舎を退職したとされている。小林勝については行政手続法に基づき弁明の機会を与えたうえで、第2回裁定委員会で最終処分が決定される。11月28日に行われた第2回裁定委員会で、JRAは小林勝に対し、10月8日から2025年10月7日まで1年間の騎乗停止とした。小林勝は10月7日の事情聴取の際、虚偽の申告をして当該スマートフォンを提出せずに証拠隠滅を行ったことも明らかになった。JRA審判部長の松窪隆一によると、事情聴取で居室内に持ち込んだスマートフォンの提出を求めたところ、売却済みで手元になく、電話番号も覚えていないと証言。当該スマートフォンの提出を拒否した。JRAは売却証明書の提出を求めたが、事情聴取当日、またその後10日あまりの複数回の要請にも提出を拒否。JRAは追及の中で小林勝の申告があやふやで、虚偽の申告をしていると判断。さらに事情聴取を進めた結果、当該スマートフォンを売却しておらず、隠し持っていることを認めた。当該スマートフォンを持参させ通信記録を調査したところ、LINE履歴から約7カ月間にわたってほぼ毎週、外部者と調整ルームの入室義務期間中にやりとりをしていた事実が確認された。また、本件の発端となった永野とのやりとりは、3月23日から9月27日の間に両者とも入室義務期間中、計6回確認された。JRAは処分について、証拠隠滅を図ろうとした悪質性も加味したとしている。
さらにJRAは永野・小林の調査過程で判明した関連する事案として、騎手の横山琉人と佐々木大輔（いずれも美浦）に対し、11月14日から12月13日まで30日間の騎乗停止としたことを発表。横山琉は3月16日および5月25日、自身の調整ルーム入室義務期間外に、入室義務期間中の永野猛蔵と通信していた事実が判明したこと、佐々木は5月4日および同月17日、調整ルーム入室義務期間中に、小林勝太がスマートフォンを使用して他者と通信する場に同席し、同騎手の通信行為に間接的に関わっていた事実が判明した。これらの事象は、JRAの騎手としてふさわしくない非行と認められた。
また、10月9日に配信された週刊文春（電子版）で、藤田菜七子（美浦）が調整ルームの入室時間帯に外部との通話やメールの送受信をしていたと報じられたことについて、JRAは本人から事情聴取を行い、2023年4月ごろまで複数回にわたり、調整ルーム居室内に通信機器（スマートフォン）を持ち込み、通信していたことが判明。騎手として重大な非行があったと認定され、日本中央競馬会競馬施行規程第148条第2項により裁定委員会に送付され、同第4項により10月11日から裁定委員会の議定があるまで騎乗停止となった。藤田は2023年5月に騎手6名が同様の事案で騎乗停止処分となったことで、JRAが全騎手に対して「通信機器の不適切使用経験の有無」を聞き取り調査した際、虚偽の申告をしていた。複数の競馬メディアが報じたところによると、藤田は10日、JRAに引退届を提出したという。師匠の根本康広調教師によると、「このたびは、このような事態になってお騒がせしてしまい、誠に申し訳ありません。菜七子は今、人前に出て話ができる精神状態ではありません。（昨年5月の）若手騎手6人のスマホの件の時、菜七子は以前に、そういう通信機器を使っていたことをJRAに自ら報告をしている。そして、その際に口頭で厳重注意を受けている。それが週刊誌の報道で、また処分を受ける形となってしまった。本人も納得がいかない部分があると思う。引退届は私の万年筆で大泣きしながら書いていた。もう、このサークルに戻ってくるつもりはないと思うが、競馬を嫌いになったり、馬を嫌いになったりしないでほしい。いつかは子供たちに馬を教えられるようになってほしい。辞めたくないよ、菜七子だって。あと2年で私も調教師としての定年を迎える、そこまでは一緒に頑張ろうと常々話をしていたのだから。菜七子とは娘のように接してきた。俺は死ぬまで泣きながら菜七子が引退届を書いていた姿を忘れない」と明かした。JRAは10月11日に、藤田の引退を発表。藤田より騎手免許の取消申請があり、11日付で騎手免許を取り消した。JRAは藤田の事案を受けて改めて会見を行い、「当時の聴き取り調査では、他者との通信はしていないと言っていたが本当はそういうことがあった。虚偽の申告をしていたことが大きかった」と説明しており「重大な非行」として裁定委員会に付託した事を明らかにしている。また、根本から「二重処分」として指摘のあった「厳重注意」についても「指導であり注意。施行規程上の処分ではない」と外部へ公表せず、藤田も聴取に際して「外部との通信がなかった」旨を証言して調書に押印していたとし、前提事実に関して根本の主張と相違が見られることとなった。JRAは11月28日に開いた説明会で、藤田について今後も調査を継続していく意向を明らかにした。松窪隆一審判部長は「通信相手が特定され、証拠が明らかになれば処分の可能性がある、というのは変わりません。ただ、現時点で通信相手の特定には至っておりません。今後私どもが知り得ていない新たな事実が出てきた場合にはそれを基に調査をしていく、というスタンスに変わりはありません。ご本人から相手に関しては言いたくありません、言えない、という話でした。（藤田が騎手を引退し、JRAがスマホ提出を求められなくなってしまったため）そこが変わらないのであれば、あくまでも出てきた情報から調査できるものがあれば調査をし、判明できる証拠をもって本会としてできる対応をしていくことに変わりはありません」と説明した。
騎手のスマートフォン使用に関する事案が相次いでいる事態に対し、JRAは10月9日の説明会で「実際のところ悪意を持って意図的に持ち込める状況であったことは事実。今回の事案を受けて、相当厳しい再発防止策になると考えている。今後このような事案が出ない最良の方法は何か考えていきたい」と想定。スマートフォンが日常生活を切り離せないものとなっているという指摘については「（ルールを）緩めるという考えはない」とした。また、11月13日に開いた説明会でJRA美浦トレーニングセンター公正室長の赤井誠は「騎手を指導しなければならない立場として、主催者であるJRAの責任というのは、重たいと思っています」と話した。また、「他に騎手の関与はないのか」という質問に対し、「現時点ではJRAができる調査は全て終了したと認識している」としたうえで、「何人か対象の騎手はおりましたが、こちらで処分するような事実確認はできなかった。少しでも疑わしい履歴があれば徹底的に調査するが、入室義務期間中に電話の通話記録やLINEの履歴の部分を本人の承諾を得て確認したところ、事実確認が一切されなかった」と説明したほか、「通信機器に関しては厳しい方向に向かっていくと思います。（農林水産省の）競馬監督課からは強い指導をいただいておりますので、そういった方向に向かわざるをえないと理解をしております」とコメントした。
JRAは11月28日に行った報道陣向けの説明会で、再発防止策として、以下の3点を実施することを発表した。
- （1）手荷物検査：競馬場、トレセン内の調整ルームに入室する際に金属探知機などを利用する
- （2）スマートフォンの履歴検査：節内移動、レース当日朝に競馬場の調整ルーム内の到着した際に検査する
- （3）居室の検査：競馬場、トレセン内の調整ルームを抜き打ちで検査する

しかし、再発防止策発表後の12月15日に、JRAは騎手の岩田康誠（栗東）を同日から30日間の騎乗停止としたことを発表。理由は「第7回京都競馬第6日の前日に中京競馬場から京都競馬場への移動中、通信機器（スマートフォン）の不適切な使用が確認されたため」としている。15日に京都競馬で予定していた7鞍はすべて騎手変更となった。JRAは不適切使用の内容として「移動中にYouTube視聴があった」と説明。岩田康は移動中にミュージックビデオを再生して音楽を聴いており、「YouTubeに関してはコメント投稿機能がある。原則、コメントのやり取りができるアプリは使用禁止にしている」とした。自分自身のスマホに関しては、交通手段に必要なものに限っての使用は認められている。「Suicaなど交通系ICカードを使ったり、乗り換え案内で確認するとかは認めている。音楽を聞くとかはタブレットを各自に渡しているので、その中にアプリを入れている」と続けた。

### 地方競馬
騎手の和田譲治（大井）は、6月30日の船橋競馬に騎乗しようとしたところ、開催執務委員長指示事項に違反（業務エリアへの携帯電話の持ち込み）したため、競馬の公正を害したとして同日から7月5日、および7月8日から11日（開催日10日間）の騎乗停止となった。和田は携帯電話を目覚まし時計の代わりに使用したという。特別区競馬組合は7月11日に、和田から当面の間騎乗を自粛する旨の申し出があったことを発表した。
特別区競馬組合は8月30日、指導監督者として和田が所有する通信機器の通信履歴等を調査した結果を公表し、大井競馬開催期間中の騎手調整ルーム入室義務期間中に、通信機器を騎手調整ルームに持ち込み、競馬関係者等と22回通信をしていたことが確認された。これは騎手としての信用失墜行為があったと認定され、特別区競馬組合競馬実施規則第73条第1項第1号の規定に基づき、9月2日から10月10日まで実効30日間の騎乗停止とした。

## 概要

### 中央競馬
日本中央競馬会（JRA）は、2023年10月16日に開催日割と重賞日程を発表。
年初は1月6日（中山・京都）から始まり、12月28日（中山・京都）まで開催。祝日を含む3日間開催は、前年と同様に3節（1月6日・7日・8日（中山・京都）、9月14日・15日・16日（中山・中京）、10月12日・13日・14日（東京・京都・新潟））で実施。
総発売金は3兆3337億8489万900円（前年比101.4%）、総売得金は3兆3134億9707万600円（前年比101.2%）で、発売金・売得金ともに13年連続で前年を上回った。
騎手リーディングは平地がクリストフ・ルメール（2年連続7回目）、障害が小牧加矢太（初受賞）、調教師リーディングは矢作芳人（2年ぶり5回目）がそれぞれ受賞した。

#### 開催日割の変更点
- 阪神競馬場でスタンドリフレッシュ工事を行うため、平年の第3回から第5回阪神競馬を京都競馬場と中京競馬場に振り替え。また、良好な芝馬場を維持する観点から、西日本地区の競馬場で開催を一部入れ替える[71][72]。
- 夏季の暑熱対策として、7月27日から8月4日の期間は札幌競馬場と新潟競馬場の2場開催とする。また、同期間中の新潟競馬において、さらなる暑熱対策として「競走時間帯の拡大」を実施（後述）[71][72]。

#### GI競走の変更点
- 阪神競馬場の工事に伴う開催日割の変更（前述）に伴い、宝塚記念・阪神ジュベナイルフィリーズ・朝日杯フューチュリティステークスは京都競馬場で施行[72][77]。
- 暑熱対策の一環として、東京優駿（日本ダービー）の装鞍所集合時刻を「発走時刻の80分前」から「発走時刻の70分前」に短縮。これに伴い、馬体重の発表時刻が変更になるほか、下見所（パドック）の周回時間も短縮される[78]。
- 国際交流競走における褒賞金交付対象競走を一部変更し、以下の通りとする[79]。
  - ジャパンカップ：コロネーションカップを新たに追加
  - チャンピオンズカップ：サウジカップを新たに追加、ハリウッドゴールドカップステークスを対象から除外
  - エリザベス女王杯：ビヴァリーD・ステークスを対象から除外

#### GII・GIII競走の変更点
- 2023年度より馬齢重量等が引き上げられた（2023年の日本競馬#その他の競走に関する変更点を参照）ことに伴い、以下の3歳GIII競走の基礎重量を現行より1kg引き上げるほか、一部の競走では加増内容も変更する[80]。また、従来別定重量としていた以下の3歳GIII競走は、馬齢重量に変更する[77]。
  - シンザン記念、フェアリーステークス、京成杯、きさらぎ賞、クイーンカップ、共同通信杯、ファルコンステークス、フラワーカップ、毎日杯、ユニコーンステークス、葵ステークス
- ユニコーンステークス（GIII）は「3歳ダート三冠」の整備（2022年の日本競馬#2歳・3歳馬ダート競走の体系整備と全日本的なダート競走の体系整備を参照）に伴い、東京ダービー（大井競馬場）の前哨戦に位置付けるため、施行場・距離を京都競馬場（ダート1900m）に変更のうえ、4月27日に施行[72][77]。
- レパードステークス（GIII）は、1着賞金を3700万円に減額[81]。また、レパードステークスを除く3歳馬限定の重賞12競走では賞金を一律100万円増額する[82]。
- 以下の競走は、京都競馬場改修工事の終了に伴い京都競馬場での開催に戻る。
  - 京都金杯（GIII）・シンザン記念（GIII）・日経新春杯（GII）・シルクロードステークス（GIII）・きさらぎ賞（GIII）：前年開催は中京競馬場[72][77]
  - 京都記念（GII）・京都牝馬ステークス（GIII）：前年開催は阪神競馬場[72][77]
- 以下の競走は、阪神競馬場リフレッシュ工事の実施に伴う開催日割の変更に伴い開催競馬場を変更。
  - 鳴尾記念（GIII）・マーメイドステークス（GIII）・チャレンジカップ（GIII）・阪神カップ（GII）は、阪神競馬場から京都競馬場に変更[72][77]。
  - セントウルステークス（GII）・阪神ジャンプステークス（J・GIII）・ローズステークス（GII）・神戸新聞杯（GII）・シリウスステークス（GIII）は、阪神競馬場から中京競馬場に変更[72][77]。
  - 東海ステークス（GII）は、中京競馬場から京都競馬場に変更[72][77]。
  - 愛知杯（GIII）・プロキオンステークス（GIII）・中京記念（GIII）は、中京競馬場から小倉競馬場に変更[72][77]。
  - 小倉記念（GIII）・小倉サマージャンプ（J・GIII）・小倉2歳ステークス（GIII）は、小倉競馬場から中京競馬場に変更[72][77]。
  - CBC賞（GIII）と北九州記念（GIII）の施行時期を入れ替え、北九州記念を6月、CBC賞を8月に施行[72][77]。いずれも施行条件に変更はない。
- 新潟ジャンプステークス（J・GIII）は、暑熱対策に伴う競走時間帯の変更（後述）に伴い、第9競走（16時50分発走）に変更[83]。

#### その他の競走に関する変更点
- 2023年度より馬齢重量等が引き上げられた（2023年の日本競馬#その他の競走に関する変更点を参照）ことに伴い、3歳馬の馬齢重量を牡馬・セン馬は57kg、牝馬は55kg（いずれも通年）に変更する[80]。
- 従来、3歳（秋以降）および4歳以上の未出走・未勝利馬は中山・東京・京都・阪神の各競馬場で行われる平地競走に出走できなかったが、本年よりこの制限を解除する[81][84]。
- 4月より、競馬施行規約および競馬施行規定を改正。競馬法に定める処罰対象の「禁止薬物」を現行の114から351に、一般的治療薬のうちJRA内規で休薬期間を置くこととする「規制薬物」を現行の85から230に増加する[85]。
- 7月27日から8月4日の第2回新潟競馬において、暑熱対策を強化。第1競走の発走時刻を9時35分として第5競走を11時35分とし、第5競走終了後15時10分頃までを休止時間帯とする。準メイン競走は第6競走（15時10分）、メイン競走は第7競走（15時45分）とし、最終第12競走の発走時刻は18時25分とする。また、第2回新潟競馬（全開催日）では装鞍所集合時刻を「発走時刻の50分前」から「発走時刻の40分前」に短縮。これに伴って馬体重の発表時刻が変更されるほか、従来より春季・秋季に比べ短くしている下見所（パドック）の周回時間をさらに短縮する[78][86]。なお、期間中のWIN5対象レースは以下の通りとなるほか、テレビ（グリーンチャンネル・BSイレブン）・ラジオ（ラジオNIKKEI第1放送）の放送時間が変更される。また、各発売所での発売・払戻やインターネット投票の営業時間も変更される[87]。
  - （WIN5・1レース目）札幌競馬第9競走
  - （WIN5・2レース目）札幌競馬第10競走
  - （WIN5・3レース目）新潟競馬第6競走
  - （WIN5・4レース目）札幌競馬第11競走
  - （WIN5・5レース目）新潟競馬第7競走
- 2024ワールドオールスタージョッキーズは、第2回札幌競馬5・6日目（8月24日・25日）に施行[84]。また、第40回アジア競馬会議（ARC）が札幌で開催されることに伴い、第1戦から第4戦には「ARC開催記念」の副題をつけて施行[86]。
- 第2回札幌競馬7・8日目（8月31日・9月1日）を「アジアウィーク」とし、交換競走を5競走施行[86]。
  - 第2回札幌競馬7日目（8月31日）第10競走は「アジア競馬連盟トロフィー」の名称で施行するほか、同日の札幌・新潟・中京競馬の特別競走・一般競走に、アジア競馬連盟の正会員名を付して施行[86]。
- 第1回中山競馬3日目（1月8日）第9競走「成田特別」は、「成田市制施行70周年記念」の副題をつけて施行[88]。
- 第1回東京競馬3日目（2月3日）第11競走は、「早春ステークス」から「ジャパンカップ 2023年ロンジンワールドベストレース受賞記念」に競走名を変更[89]。
- 第1回阪神競馬8日目（3月17日）第10競走「鳴門ステークス」は、「ウインズ高松開設30周年記念」の副題をつけて施行[88]。
- 第3回中山競馬2日目（3月24日）第10競走「春興ステークス」は、「ライトウインズ阿見開設10周年記念」の副題をつけて施行[88]。
- 第2回阪神競馬6日目（4月7日）第8競走は、「宝塚市制70周年記念」の名称で施行[88]。
- 第2回阪神競馬8日目（4月14日）第9競走「三木特別」は、「三木市制70周年記念」の副題をつけて施行[88]。
- 第2回東京競馬3日目（4月27日）第10競走は、「府中市市制施行70周年記念」の名称で施行[88]。
- 第4回京都競馬4日目（6月9日）第10競走「安芸ステークス」は、「ウインズ広島開設40周年記念」の副題をつけて施行[86]。
- 第3回小倉競馬1日目（6月29日）第10競走「熊本城特別」は、「VIESTA熊本オープン記念」の副題をつけて施行[90]。
- 第2回福島競馬5日目（7月13日）第10競走「信夫山特別」は、「信夫山公園開園150周年記念」の副題をつけて施行[86]。
- 第1回札幌競馬1日目（7月20日）第10競走「釧路湿原特別」は、「ウインズ釧路開設40周年記念」の副題をつけて施行[86]。
- 第2回札幌競馬2日目（8月11日）第9競走「桑園特別」は、「桑園駅開業100周年記念」の副題をつけて施行[86]。
- 第3回新潟競馬5日目（8月24日）第11競走「朱鷺ステークス」は、「『佐渡島（さど）の金山』世界文化遺産登録記念」の副題をつけて施行[91]。
- キングカメハメハとコントレイルが顕彰馬に選定されたことを記念して、以下の記念競走を施行[92]。
  - 第4回東京競馬7日目（10月26日）第10競走：顕彰馬選定記念 キングカメハメハメモリアル
  - 第6回京都競馬7日目（11月23日）第10競走：顕彰馬選定記念 コントレイルメモリアル
- 第7回京都競馬1日目（11月30日）第10競走「姫路ステークス」は、「ウインズ姫路開設20周年記念」の副題をつけて施行[92]。
- 第5回中山競馬2日目（12月1日）第10競走「市川ステークス」は、「市川市市制施行90周年記念」の副題をつけて施行[92]。

#### 場外発売の変更点
- 本年度の平日払戻サービスは、以下の事業所で実施。新潟サービスセンターを除き、各事業所では「原則として競馬開催日翌日の月曜日」に実施する[93]。
  - 競馬場：札幌、函館、福島、新潟、中山、東京、中京、京都、阪神、小倉
  - ウインズ・エクセル：札幌、銀座、後楽園、錦糸町、浅草、汐留、新宿、渋谷、立川、横浜、新横浜、石和、名古屋、京都、難波、梅田、道頓堀、神戸、姫路、米子、広島、高松、博多
  - 特定日のみ実施：新潟サービスセンター（GI翌日の月曜日）
- スタンドリフレッシュ工事期間中の阪神競馬場（パークウインズ阪神）は、競馬場正門前に仮設投票所を設置し、レース映像の提供を行わないなど一部サービスを休止して営業する[94]。
- 3月17日より、特別区競馬組合が運営する「ニュートラックかみのやま（山形県上山市、旧上山競馬場）」と「ニュートラック松山（山形県酒田市）」にてJRAの場外発売を開始。名称は「J-PLACEかみのやま」「J-PLACE松山」とし、すべての日曜日、南関東とJRAの開催が重複する日、および金杯とホープフルステークスの施行日に各場全レースを発売する（前日発売は行わない）[95][96][97]。
- 5月18日より、特別区競馬組合が運営する「ニュートラック福島」（福島県福島市）にてJRAの場外発売を開始。名称は「J-PLACE福島」とし、すべての中央競馬開催日に各場第9競走以降を発売する（前日発売は行わない）[98][99]。
- ウインズ・エクセルに設置されている「UMACAシート」は、順次運用を終了。今後は機器を更新し、デスクトップPC付の有料指定席としてリニューアルする[100]。
- 9月8日より、J-PLACE大井での発売レース数を拡大し、全レース発売とする。なお、大井競馬場開門までは外向発売所のみで発売する[101]。
- ウインズ道頓堀は9月28日より、エクセルラウンジ（有料フロア）を新設してリニューアルオープンする。関西エリアではJRA初となる、座席指定のないエクセルとなる（一部専用席あり）。なお、9月28日から10月6日はオープン記念料金として通常料金の半額で販売する[102]。
- 工事を行っていたエクセル浜松は、リニューアルオープンする。変更点の概要は以下の通りで、エリアによりオープン日が異なる[103]。
  - UMACA専用スマートエリア：10月19日9時より（定員制、利用料100円、座席なし）
  - エクセルシートエリア：11月2日9時より（A指定席増設、グループルーム新設、指定席ネット予約によりQRコードでの入場システム導入）
- エクセル茨城境は11月2日より、エントランスホールを無料・非滞留型の発売エリアとして運用を開始。無料エリアも従来の有料エリアと同様にUMACA専用となるほか、無料エリアではレース映像等の放映を行わない[104]。
- クレジットカードを利用した馬券購入サービス「JRAダイレクト」の発売締切時刻を、11月29日の18時30分より、以下のとおり変更する[105]。
  - 通常の競走：発走時刻の5分前から2分前に変更
  - WIN5：対象レース1レース目の10分前から5分前に変更
- 改修工事を行っていたエクセル博多は、11月23日より以下の通りリニューアルオープンする[106]。
  - スマートエリアの拡張：従来より約2倍の広さに拡張し、UMACA発売機を増設する。利用料金は100円で、座席は設置しない。2025年2月1日より、UMACA専用スマートエリアとする。
  - グループルームの新設：最大6名まで利用できるグループルームを新設。室内にはモニターが1台、UMACA発売機を1台設置する。利用料は1室12000円。

#### 払戻金の上乗せ施策
本年の払戻金上乗せ施策は以下の通り。
- JRAウルトラプレミアム（JRA70周年記念事業）[107]
  - 9月16日（JRAアニバーサリー）当日の全場・全競走（24競走およびWIN5が対象）と、GI競走の直前に行われる当該競馬場の特別競走（通常は第10競走。WIN5は対象外）において、全ての投票法の払戻率を一律80%にしたうえで、全ての投票法の払戻金に売上の5%相当額を上乗せする。
- JRAスーパープレミアム[108]
  - 11月24日（ジャパンカップ施行日）の各場全レースにおいて、WIN5を含む全賭式の払戻率を一律80%とする。なお、東京競馬第11競走については、JRAウルトラプレミアム（上述）を適用する。

#### 調教師の新規開業
3月6日付で、以下の調教師が新規開業。特に記載のない調教師の免許取得日は、2023年1月1日。
本年度は2月末日で引退する調教師の免許の有効期間が3月5日まで延長されることに伴い、開業日を3月6日とする。
- 美浦（3名）
  - 千葉直人
  - 森一誠
  - 矢嶋大樹
- 栗東（5名）
  - 小椋研介
  - 河嶋宏樹
  - 高橋一哉（免許取得：2024年1月1日）
  - 福永祐一（免許取得：2023年3月1日）
  - 藤野健太

また、川村禎彦の死去（後述）に伴う庄野靖志厩舎への臨時馬房貸付期間が10月20日で満了するのに伴い、10月21日付で宮地貴稔（栗東、免許取得：2024年1月1日）が新規開業した。

#### その他の変更点
- 京都競馬場のステーションサイド6階と7階に、新しいタイプの指定席（以下参照）をオープン。4月6日・7日・13日・14日（パークウインズ京都）でプレオープンとして特別料金での販売を行い、4月20日（第3回京都競馬1日目）より本オープンする[111]。
  - 6階：The Horseshoe（A/B）
  - 7階：駒見小路（通常タイプ/奥の間）
- 馬券の発売を行わない競馬観戦とグッズ販売に特化した施設「VIESTA」の2号店を熊本県熊本市に新設し、6月15日より営業を開始。名称は「VIESTA熊本」とする[90]。
- 秋季以降、調教用ゼッケンの仕様を変更。従来は年齢別だったゼッケンの生地色を年齢別に加え、性別でも分類する。調教中の牡馬・騸馬と牝馬の識別を容易にし、危険防止につなげることが目的。これにより、新たに2歳牝馬（黄緑色）、3歳牝馬（桃色）、4歳以上牝馬（青色）が導入される。このほか、各馬の判別をさらに容易にするため、従来は年齢で区切って採番しているゼッケン番号を年齢と性別で区切り、2歳牡馬・騸馬から4歳以上牝馬まで通し番号とする。導入は美浦が10月1日（月曜調教馬は9月30日）、栗東は10月2日の予定[112]。
- 中京競馬場では暑熱対策の一環として、2011年を最後に運行されていなかった無料送迎バスを夏季限定で復活。中京競馬場前駅と西入場門にバス停留所を設け、約15分 - 20分間隔で運行する。運行期間は8月10日から9月29日までの予定。また、中京競馬場を所有する名古屋競馬株式会社とも連携し、競馬場内外にミストファンを増設する[113]。
- 新潟競馬場では、暑熱対策で競走時間帯が変更される（前述）7月27日・28日・8月3日・4日の4日間、12時から13時20分まで一般のファンにパドックを開放する「パドックウォーク」を実施[114]。
- 開催競馬場のウイナーズサークル周辺で場所取り等に起因する観客同士のトラブルが多発していることから、10月5日より全競馬場統一のルールを設定（以下参照）。ルールを守らない、係員の要請にも応じない場合は、退場となることもある[115]。
  - ウイナーズサークル周辺のお客様エリアにおいて、地面をペイントで区画。当該ペイントエリアでは混雑状況等にかかわらず原則立ち見とし、敷物等による場所取りや手荷物を地面に置いたり、柵にかけたりすることを一切禁止とする
  - エリア内に荷物等が放置されている場合は、係員により移動する。手荷物は自身で持つか、手荷物預かり所・外部コインロッカー等の利用を呼び掛ける
- JRAは、競馬場やウインズ等にて投票に使用されるマークカードの一部を廃止することを発表。GI競走専用の「GIカード」は2024年までとし、2025年からは使用できなくなる。また、「クイックカード」「ライトカード」の2種類は各事業所の在庫限りで終了とし、当面は使用を継続する。なお、クイックピック投票の利用希望者は、発売機のタッチパネルで引き続き利用可能[116]。
- 株式会社エクシングは、JRAとのタイアップ企画として、「JOYSOUND X1」「JOYSOUND MAX GO」を導入する全国の一部カラオケ店において、11月16日から2025年6月15日まで「中央競馬全レース中継（グリーンチャンネル）」を無料ライブ配信する。配信はJRA開催日の午前9時から午後5時までで、カラオケ店の利用料は別途発生する[117]。

#### JRA創立70周年記念事業
本年はJRAの創立から70周年にあたることから、JRAではファン投票で選ばれたGI優勝馬の馬名を冠した特別競走を当該GIの当日に実施するなど、年間を通じて各種記念事業を展開する。
- JRAサンクスデー
  - 全競馬場ごとに、各1日設定（以下参照）。当日は入場料を無料とするほか、全ての指定席（スマートシートを含む）の料金を70%割引して販売する。
    - 3月10日：中京競馬場
    - 3月23日：中山競馬場
    - 4月14日：阪神競馬場
    - 4月27日：東京競馬場
    - 5月5日：新潟競馬場
    - 6月9日：函館競馬場
    - 6月30日：福島競馬場
    - 7月7日：小倉競馬場
    - 7月28日：札幌競馬場
    - 10月6日：京都競馬場
- JRAアニバーサリー（9月14日 - 16日）
  - 対象期間中は全日、入場料を無料とするほか、全ての指定席（スマートシートを含む）の料金を70%割引して販売する。
- JRAウルトラプレミアム　メモリアルヒーロー
  - 2023年12月16日に結果が発表されたファン投票で選ばれたGI競走優勝馬の馬名を付した記念競走を、平地GI競走当日の当該GIの1つ前（通常は第10競走）に施行する。競走名は「JRAウルトラプレミアム（選出馬名）カップ」となる。選出された競走馬は以下の通り[119]。

| GI競走名                         | 選出馬             |
| -------------------------------- | ------------------ |
| フェブラリーステークス           | コパノリッキー     |
| 高松宮記念                       | ロードカナロア     |
| 大阪杯                           | キタサンブラック   |
| 桜花賞                           | ダイワスカーレット |
| 皐月賞                           | ドゥラメンテ       |
| 天皇賞（春）                     | ライスシャワー     |
| NHKマイルカップ                  | キングカメハメハ   |
| ヴィクトリアマイル               | ウオッカ           |
| 優駿牝馬（オークス）             | エアグルーヴ       |
| 東京優駿（日本ダービー）         | ディープインパクト |
| 安田記念                         | タイキシャトル     |
| 宝塚記念                         | サイレンススズカ   |
| スプリンターズステークス         | サクラバクシンオー |
| 秋華賞                           | アカイトリノムスメ |
| 菊花賞                           | キセキ             |
| 天皇賞（秋）                     | エイシンフラッシュ |
| エリザベス女王杯                 | ラッキーライラック |
| マイルチャンピオンシップ         | グランアレグリア   |
| ジャパンカップ                   | アーモンドアイ     |
| チャンピオンズカップ             | クロフネ           |
| 阪神ジュベナイルフィリーズ       | ブエナビスタ       |
| 朝日杯フューチュリティステークス | サリオス           |
| 有馬記念（グランプリ）           | オルフェーヴル     |
| ホープフルステークス             | コントレイル       |

- 11月30日から12月28日まで、通常は日曜日のみとなっているWIN5を、土曜日にも発売[120]。

#### 引退競走馬の福祉に関する団体の創設
JRAは4月16日、引退競走馬に関する諸課題や馬の福祉の充実に取り組むため、新たに一般財団法人「Thoroughbred Aftercare and Welfare（略称：TAW）」を設立したことを発表した。引退した競走馬の再雇用や利活用などに関する諸課題が近年大きな問題となっており、同団体は農林水産省、中央競馬（馬主、調教師、騎手、JRA）、地方競馬（主催者、NAR）、生産者の代表者で構成され、引退競走馬の利活用促進や養老・余生の機会拡充等に関する事業、引退競走馬の一時受け入れ施設等の運営等に関する事業や、馬産業の人材育成等に関する事業などに取り組む。

#### 労働組合がストライキを通告
中央競馬の調教助手・厩務員で構成される4労働組合（関東労・関西労・美駒労・全馬労）のうち、関東労・関西労・美駒労の3労組は5月17日、JRAと日本調教師会に対し、5月25日の午前0時から24時間ストライキを行うことを通告した。17日に行われた春闘の第2回団体交渉で労組側は調教師会に対し、3%の賃上げを要求したが、午後2時30分に交渉が決裂したため、ストライキ通告に踏み切った。その後、全馬労は、2011年以降にトレーニングセンターに就労していた組合員のベースアップ9000円に加え、一時金の増額を受け入れて、同日の午後5時25分に妥結した。
22日の午後3時30分から、3労組と日本調教師会の間での団体交渉が東京都内で実施された。労組側はストライキの実施を判断する期限を5月23日の午後1時に設定していた。団体交渉は同日の夜に一時中断し、23日の午前10時から再開されたが、23日午後0時53分に交渉は決裂し、午後1時に通告通り、25日の午前0時から24時間ストライキを決行することになった。
これについて、関東労の書記長は「物価高などを反映させたベア3.0%を若い人を中心に振り分けるよう求めたが、全体として0.64%の回答にとどまった」とした上で、「（調教師会側は）これが精いっぱいですという言葉だけで、お金の流れなどを示す資料等の理由の提示もなく、誰も納得できるものではない」と述べている。24日に団体交渉の予定はなく、ストライキについては「合法の範囲内でできる限りやります」と全面的な対決姿勢を示している。23日には、3労組が「中央競馬厩舎従業員ストライキについての共同声明」を文書として明らかにした。
なお、この24時間ストライキは、2023年3月18日に実施された開催ストライキ（厩舎での馬の世話は行うが、競馬開催業務を拒否）よりも広範囲のものとされ、競馬の開催業務に加え、トレーニングセンター内での厩舎の作業にも影響が及ぶ可能性があるという。
ストライキの影響で、美浦トレーニングセンターに所属している東京優駿（日本ダービー）の出走予定馬の陣営では、ストライキ開始前にあたる24日に東京競馬場への輸送を模索しているところもあるほか、競馬場への輸送を担当する人員の確保ができない影響で、26日に出走を予定しているその他の馬にも出走取消が出ている。25日の東京競馬に出走を予定している関東馬は137頭で、そのうち133頭がストライキ前日の24日に移動している。残りの4頭中3頭は当日輸送となっており、ほか1頭はすでに23日に入っている。26日の東京競馬に出走を予定している馬は133頭で、そのうち、24日のうちに19頭が移動している。
ストライキの突入を受け、JRAは日本調教師会との調整を行った結果、25日の開催に向けて準備を進めていくことを明らかにした。JRAでは、24日の金曜日夜間発売と25日の土曜日早朝発売について、25日に予定している全競走の発売を取りやめとし、26日の東京優駿（日本ダービー）および目黒記念の前日発売のみを行う。
JRAは、25日の第2回東京競馬第11日・第3回京都競馬第11日について通常通り開催することを発表。
その後、関西労は26日に妥結、関東労・美駒労の2労組は29日に妥結した。

#### 騎手の飲酒運転による物損事故
JRAは8月2日、騎手の松若風馬（栗東）が飲酒運転による物損事故を起こしたことを発表。松若は2日の午前3時20分頃、栗東トレーニングセンターへ朝の調教に向かうため滋賀県草津市内で自動車を運転していたところ、物損事故を起こし、自分で警察へ連絡。駆け付けた警察官によるアルコール検査で酒気帯びの状態であることが判明した。前日の午後9時30分までにビール2杯、ハイボール1杯、チューハイ1杯を飲んでいたという。このため、道路交通法違反容疑で滋賀県警察に検挙された。これはJRA騎手として重大な非行があったと認定されたため、日本中央競馬会競馬施行規程第148条2項により裁定委員会に送付され、同4項により、3日から裁定委員会の議定があるまでの騎乗停止が決まった。これにより、8月3日・4日に新潟で予定していた騎乗（合計9鞍）はすべて騎手変更となり、今後はJRAが裁定委員会を開き、正式な処分を発表するとしている。JRAは処分決定を判断する要素として、司法判断を見定めるため、刑の確定後速やかに裁定委員会を開く方針を9月13日に発表した。
JRAは11月13日に第1回裁定委員会を開き、行政手続法に基づき松若に弁明の機会を与えたうえで、11月28日に予定している第2回裁定委員会で最終処分を決定する方針を明らかにした。
11月28日に第2回裁定委員会が行われ、JRAは松若に対し10月8日から2025年2月2日まで半年間の騎乗停止とした。

#### 騎手が函館競馬場の芝馬場に自動車で侵入
JRAは8月2日、騎手の角田大河（栗東）が8月1日の午後8時30分頃、函館競馬場の馬場内に自らが運転する自動車で侵入し、芝コースを損傷させたことを発表。8月1日の午後8時30分頃、函館競馬場内のガードマン室に、芝コース内を自動車が走行していると連絡が入った。ゴール前で停車させたところ角田河が運転し、同乗者が1人いたことが発覚した。2日の午前にJRAが角田河に15分ほど事情聴取を行ったところ、当日に函館市内で開催された花火大会を見るためだったといい、酒は飲んでいなかったという。JRAの説明によると「反省している様子であり、聴取にも素直に応じていた」という。これはJRA騎手として重大な非行と認定されたため、日本中央競馬会競馬施行規程第148条2項により裁定委員会に送付され、同4項により、3日から裁定委員会の議定があるまで騎乗停止となった。これにより、8月3日・4日に札幌で予定していた騎乗（合計14鞍）はすべて騎手変更となり、今後はJRAが裁定委員会を開き、正式な処分を発表するとしている。2日午後に裁定委員会への送付を本人へ伝えようとしたが、本人と連絡が取れなかったため、師匠の石橋守調教師に通知したうえで、同日午後4時に制裁を発表した。JRAは9月23日に開いた第1回関東定例会見で乗用車の同乗者について言及し、制止した時にはわからなかったが、角田河から事情聴取した際に、厩舎関係者の1人であったことを公表し、当該人物に対しては過失の程度が小さいことと、自主的に乗ったわけではないことなどが加味され、厳重注意処分としたことを明らかにした。
また、8月9日に北海道内の複数の放送局が報じたニュースによると、自動車が侵入した翌日の8月2日に札幌市厚別区のJR北海道千歳線上野幌駅で、男性が快速「エアポート」にはねられて死亡する人身事故が発生。警察がDNA鑑定を行い身元を判定した結果、滋賀県栗東市在住の20代男性であることを発表。氏名は公表していない。周辺の防犯カメラの映像などによると、男性が自らホームに降りていく様子が映っており、事件性は低いとみている。
JRAは8月10日に、角田大河の死去を発表した。JRAは亡くなった状況等について、「9日夜にご家族からご報告がありました」と説明したうえで、「日時や場所を含め、ご遺族のご意向により、詳しい回答は差し控えさせていただきます」とした。なお、JRAとして葬儀を行ったり、喪章をつけての騎乗や献花台の設置などは予定していない。また、裁定委員会を開くかどうかは保留となっていたが、JRAは対象者が死去していることと、すでに騎手免許が取り消されていることを理由として裁定委員会を行わないことを9月13日に発表した。

#### 調教助手が傷害容疑で逮捕
茨城県警稲敷署は10月10日、美浦村に住む調教助手の男2名（いずれも29歳）を傷害の疑いで逮捕した。逮捕容疑は4月2日午後9時45分から10時20分にかけて、村内のコンビニ駐車場で男性4人に因縁をつけ、顔や頭を殴ったり、腹を蹴ったりするなどの暴行を加え、4人に怪我を負わせた疑い。同署は2人の認否を明らかにしていない。
この件について、JRAは「美浦トレセンの従業員2人が逮捕されたという報道は承知している」としたうえで、「厩舎の雇用主は調教師で、JRAは雇用主である調教師からの申請を受けて、承認しています。逮捕された従業員が有罪の場合は使用者たる調教師（日本調教師会）が判断するものであり、JRAとしてはそれを踏まえて対応を検討することになる」とした。

### 地方競馬
1月 - 3月は「令和5年度」、4月以降は「令和6年度」の開催内容について記述する。
なお、日程等の発表時期は各主催者ごとに異なるため、発表があり次第順次掲載する。
2022年の日本競馬#2歳・3歳馬ダート競走の体系整備と全日本的なダート競走の体系整備による全国的な競走体系の変更に伴い、各主催者で重賞競走の変更点が多数生じている。
地方競馬全国協会は、2024年（1月 - 12月）の全国の総売得金額が1兆1210億490万4310円（速報値）となったことを発表。これにより、前年に記録した地方競馬における暦年での売得金額レコード（1兆734億8095万5320円）を更新した。
地方競馬全国協会は、2024年度（4月 - 2025年3月）の地方競馬（全国）開催成績を発表。総売得金は1兆1287億1659万3560円（前年度比：103.7%）で前年度を上回り、過去最高を更新した。

#### ダートグレード競走の出走予定馬発表方法の変更
1月より、地方競馬で行われるダートグレード競走のJRA所属出走予定馬の発表方法を見直し、東京大賞典と同様に地方競馬主催者による選考委員会方式に変更。レース前々週の日曜日にJRAが出走申込の全馬を出走決定順で発表後、翌月曜日に地方競馬主催者がJRAと地方競馬を含め全馬一括で選定馬と補欠馬を発表する。繰り上がり馬と騎手決定の発表は中間の1回となり、出走予定全馬の発表は原則としてレース前週の木曜日となる。

#### JBC競走について
JBC実行委員会は2023年3月27日に、2024年のJBC競走について実施概要を発表。
JBCクラシック・JBCスプリント・JBCレディスクラシックの3競走は、11月4日に佐賀競馬場で初開催。JBC2歳優駿は前年に引き続き、同日の門別競馬場で開催する。
施行距離はクラシックが佐賀ダート2000m、スプリントが佐賀ダート1400m、レディスクラシックが佐賀ダート1860m、2歳優駿が門別ダート1800m。各競走の格付はクラシック・スプリント・レディスクラシックがJpnI、2歳優駿がJpnIIIとされた。

#### 地方競馬全国協会
地方競馬全国協会は、アジア競馬連盟（ARF）のアフィリエイトメンバー（提携会員）として加盟申請を行い、6月26日付で承認された。

#### 帯広市（ばんえい競馬）
2月26日に、2024年度の開催日程と重賞競走を発表。4月19日から2025年3月16日まで、帯広競馬場で25回・149日開催（ナイター95日、準ナイター30日、薄暮24日）。重賞競走は27競走を施行。
総売得金は578億2265万8700円（前年度比：103.33%）、総入場人員は38万6736人（前年度比：115.00%）で、発売金額は前年度を上回り、帯広市単独開催となってからの最高額を更新した。
リーディングジョッキーは159勝を挙げた鈴木恵介、リーディングトレーナーは139勝を挙げた金田勇がそれぞれ受賞した。

##### 場外発売の変更点
- 岩見沢場外発売所（ハロンズ岩見沢・J-PLACE岩見沢）は施設の老朽化による移転のため、9月17日から10月3日まで営業を休止。移転先での営業開始は、10月4日の予定[170]。JRA場外発売は、9月21日・22日・28日・29日が休止となる[171]。

##### その他の変更点
- 8月19日に、「JRAジョッキーDAY」を5年ぶりに開催。JRAから騎手9名が参加し、エキシビションレースやトークショーなどのイベントが行われる[172]。

##### 運営体制の強化
帯広市は、ばんえい競馬の運営体制を強化するため、専門性が高い「競走実施事務（検量・発走合図・着順判定）」を委託する新法人を設立する方針を固めた。現在、これらの業務は帯広市の職員が行っているが、人事異動により短期間で職員が入れ替わるため、専門性の継承や人手不足が課題となっていた。新たな法人は2025年1月に設立し、同年4月からの運営開始を目指しており、法人設立に向けた事業費として約40万円の補正予算案を9月に開かれる定例の市議会に提出する。なお、開催日程や払戻金の決定などの「根幹事務」は、引き続き帯広市が実施する。

#### 北海道（ホッカイドウ競馬）
2月16日に、2024年度の開催日程と重賞競走を発表。4月17日から11月7日まで、門別競馬場で15回・84日開催（全日程ナイター、前年比：2日増）。ダートグレード競走を含む重賞競走は33競走を施行。
総売得金額は543億6567万4750円（計画比：113.3%）で、過去最高記録（2022年度、527億7857万5710円）を更新した。総入場人員は5万8339人（前年比：2334人増）で、前年より増加した。
リーディングジョッキーは143勝を挙げた石川倭が4回目の受賞、リーディングトレーナーは139勝を挙げた田中淳司が10年連続10回目の受賞となった。

##### 重賞競走の変更点
- 新設重賞競走
  - 4月18日：ネクストスター北日本（H1、1200m、3歳、1着賞金1200万円）※重賞級認定競走、北海道・東北地区交流、岩手と持ち回りで開催[174][175]
  - 5月16日：フロイラインスプリント（H3、1200m、3歳牝馬、1着賞金500万円）[174][175]
  - 6月18日：フロイラインカップ（H3、1700m、3歳牝馬、1着賞金500万円）※回次は2010年から継続、本年は「第10回」となる[174][175]
  - 7月17日：ポラリスサマースプリント（H3、1200m、3歳以上、1着賞金500万円）[174][175]
  - 10月10日：グランシャリオクイーンズ（H3、1700m、3歳以上牝馬、1着賞金500万円）[174][175]
- 賞金額を変更する競走
  - 北海優駿（H1）：1着賞金を1500万円に増額[175]
  - 王冠賞（H2）：1着賞金を1000万円に増額[175]
  - 北海道スプリントカップ（JpnIII）：1着賞金を2400万円に増額[175]
- 出走条件を変更する競走
  - 北海道スプリントカップ（JpnIII）：3歳以上から3歳に変更[164][175]
- 廃止する競走
  - イノセントカップ[174]

##### その他の変更点
- 賞金・出走手当の変更[175]
  - 3歳以上A3：1着賞金を90万円に増額
  - 3歳以上A4：1着賞金を80万円に増額
  - 3歳以上B1・B2：1着賞金を70万円に増額
  - 3歳以上B3・B4：1着賞金を65万円に増額
  - 3歳以上オープン・A1クラスの出走手当を12万円に増額
- 当年より、各開催日の最後から3レース目に「グランシャリオドリーム」の名称を付し、多頭数が見込めるクラスの競走を設定する。当該レースはトリプル馬単の1レース目にあたるため、トリプル馬単の配当高額化の効果も見込まれる。[179]

##### 新人騎手確保に向けた取り組み
ホッカイドウ競馬を主催する北海道は新人騎手の確保に向けた取り組みを強化し、2023年度から門別に所属を決めた新人騎手に対し、馬具の購入資金として「支度金（上限100万円）」の支給を始めたほか、ホッカイドウ競馬の魅力を紹介する説明会を地方競馬教養センターで開催したり、所属騎手や調教師がホッカイドウ競馬の魅力を紹介するYouTube動画を作成し、騎手候補生にアピールしている。現在ホッカイドウ競馬には19人の騎手が所属しているが、うち7人が年齢的に引退が近い40歳以上で、今後引退する騎手に代わる新人を補充できなければ、レース数の維持が困難になる。ほかの地方競馬でも支度金の支給は行われているが、多くは上限50万円程度で、支給額としてはホッカイドウ競馬が最も多い。

#### 岩手県競馬組合（盛岡・水沢競馬）
2月15日に、2024年度の開催日程と重賞競走を発表。通常開催は4月7日に水沢競馬場で開幕し、冬季休催期間を挟み2025年3月18日まで21回・124日開催（盛岡：10回・60日、水沢：11回・64日）。通常開催終了後の2025年3月23日から31日まで、水沢競馬場で特別開催を1回・6日開催する。ダートグレード競走を含む重賞競走は47競走（うち盛岡芝の重賞8競走）を施行。
総発売金額は670億215万4700円（前年度比：110.1%）で、前年度を上回った。

##### 重賞競走の変更点
- 格付を変更する競走
  - 不来方賞（盛岡）：M1からJpnIIに変更[164]
- 施行時期の変更
  - 盛岡競馬場の芝コースで施行する重賞・準重賞競走は、6月から9月の期間に行う[181]予定だったが、7月下旬以降は大雨の影響で芝コースの走路コンディション回復が見込めないためとして、重賞・準重賞を含む残りの全ての芝競走をダートに変更することを7月30日に発表した[183][184]。

#### 南関東公営競馬（特別区競馬組合・神奈川県川崎競馬組合・千葉県競馬組合・埼玉県浦和競馬組合）
2023年11月14日に、2024年（1月 - 12月）の開催日程と重賞競走を発表。全日本的なダート競走体系が本格的に始まることから、本年より暦年ベースでの発表に改められた。競馬場別の内訳は大井が96日（ナイター78日）、川崎が64日（ナイター49日）、船橋が64日（通年ナイター）、浦和が56日（通年はくぼ開催）となった。
神奈川県川崎競馬組合は、2025年3月7日で全日程を終了した2024年度川崎競馬の開催成績を発表。総売得金は1057億1696万4430円（前年度比：102.0%）で、前年度を上回った。
埼玉県浦和競馬組合は、2025年3月21日で全日程を終了した2024年度浦和競馬の開催成績を発表。総売得金は682億1649万8590円（前年度比：96.4%）で、前年度を下回った。
特別区競馬組合は、2025年3月28日で全日程を終了した2024年度大井競馬の開催成績を発表。総売得金は2037億6551万770円（前年度比：98.4%）で、前年度を下回った。

##### 開催日割の変更点
- 大井競馬は、当初5日間としていた2023年度第16回開催と第17回開催（いずれも昼間開催）に各1日ずつ追加し、1月21日と2月11日を開催日程に追加する。なお、追加される2日はいずれも夜間開催とする[189]。
- 浦和競馬は、7月から9月に開催する第4回 - 第6回を暑熱対策のため、発走時刻を1時間程度繰り下げ、最終競走の発走時刻を19時20分 - 19時30分とする[190]。

##### 重賞競走の変更点
- 新設重賞競走[185][191]
  - 1月17日：ブルーバードカップ（JpnIII、船橋、1800m、3歳）
  - 3月14日：ネクストスター東日本（SIII、川崎、1400m、3歳）※全国交流、川崎・浦和・船橋で持ち回り
  - 12月5日：ジェムストーン賞（SIII、大井、1200m、2歳）
- 賞金額を変更する競走[192][193][194]
  - ブルーバードカップ（船橋、JpnIII） ：1着賞金を800万円[195]から2000万円に増額
  - 雲取賞（大井、JpnIII） ：1着賞金を1200万円から2000万円に増額
  - ダイオライト記念（船橋、JpnII） ：1着賞金を4000万円から4500万円に増額
  - 京浜盃（大井、JpnII） ：1着賞金を2000万円から3000万円に増額
  - 川崎記念（川崎、JpnI）：1着賞金を8000万円から1億円に増額[196]
  - ブリリアントカップ（大井、SIII） ：1着賞金を1300万円から1500万円に増額
  - 東京スプリント（大井、JpnIII） ：1着賞金を2700万円から3000万円に増額
  - 羽田盃（大井、JpnI） ：1着賞金を3500万円から5000万円に増額
  - 東京湾カップ（船橋、SII） ：1着賞金を1800万円から2000万円に増額
  - プラチナカップ（浦和、SIII） ：1着賞金を1200万円から1400万円に増額
  - 若潮スプリント（船橋、SIII） ：1着賞金を1500万円から1700万円に増額
  - 東京ダービー（大井、JpnI） ：1着賞金を5000万円から1億円に増額
  - さきたま杯（浦和、JpnI） ：1着賞金を4000万円から8000万円に増額
  - スパーキングレディーカップ（川崎、JpnIII） ：1着賞金を2500万円から3000万円に増額
  - 優駿スプリント（大井、SII） ：1着賞金を2000万円から2200万円に増額
  - 習志野きらっとスプリント（船橋、SII） ：1着賞金を3100万円から2100万円に減額
  - サンタアニタトロフィー（大井、SIII） ：1着賞金を1300万円から1500万円に増額
  - スパーキングサマーカップ（川崎、SII） ：1着賞金を1400万円から2100万円に増額
  - 黒潮盃（大井、SIII） ：1着賞金を1800万円から1700万円に減額
  - ゴールドジュニア（大井、SIII） ：1着賞金を1200万円から1300万円に増額
  - アフター5スター賞（大井、SIII） ：1着賞金を1300万円から1500万円に増額
  - 東京記念（大井、SII） ：1着賞金を3200万円から3000万円に減額
  - レディスプレリュード（大井、JpnII） ：1着賞金を3100万円から4000万円に増額
  - ジャパンダートクラシック（大井、JpnI） ：1着賞金を6000万円から7000万円に増額
  - 東京盃（大井、JpnII） ：1着賞金を3500万円から4000万円に増額
  - 埼玉新聞栄冠賞（浦和、SIII） ：1着賞金を1200万円から1300万円に増額
  - 平和賞（船橋、SII） ：1着賞金を1300万円から1800万円に増額
  - 勝島王冠（大井、SII） ：1着賞金を2200万円から2500万円に増額
  - ジェムストーン賞（大井、SIII） ：1着賞金を750万円[197]から1300万円に増額
  - 東京シンデレラマイル（大井、SIII） ：1着賞金を1300万円から1500万円に増額

- 格付を変更する競走[185][191]
  - 雲取賞（大井）：SIIIからJpnIIIに変更
  - 京浜盃（大井）：SIIからJpnIIに変更
  - 羽田盃（大井）：SIからJpnIに変更
  - 東京ダービー（大井）：SIからJpnIに変更
  - さきたま杯（浦和）：JpnIIからJpnIに変更
  - 平和賞（船橋）：SIIIからSIIに変更
  - スパーキングサマーカップ（川崎）：SIIIからSIIに変更
  - 習志野きらっとスプリント（船橋）：SIからSIIに変更
  - 東京記念（大井）：SIからSIIに変更
  - 黒潮盃（大井）：SIIからSIIIに変更
- 施行時期を変更する競走[185][191]
  - 川崎マイラーズ（川崎、SIII）：5月から1月に変更
  - クイーン賞（船橋、JpnIII）：11月から2月に変更
  - 川崎記念（川崎、JpnI）：2月から4月に変更
  - エンプレス杯（川崎、JpnII）：3月から5月に変更
  - プラチナカップ（浦和、SIII）：7月から5月に変更
  - 優駿スプリント（大井、SII）：6月から7月に変更
  - マリーンカップ（船橋、JpnIII）：4月から9月に変更
  - ジャパンダートクラシック（大井、JpnI）：7月から10月に変更
- 名称を変更する競走[185][191]
  - ジャパンダートダービーは、「ジャパンダートクラシック」に名称変更
- 施行距離を変更する競走[185][191]
  - ゴールドジュニア（大井、SIII）：1200mから1400mに変更
  - マリーンカップ（船橋、JpnIII）：1600mから1800mに変更
  - 鎌倉記念（川崎、SII）：1500mから1600mに変更
- 出走条件を変更する競走[185][191]
  - さきたま杯（浦和、JpnI）：4歳以上から3歳以上に変更
  - マリーンカップ（船橋、JpnIII）：3歳以上牝馬から3歳牝馬に変更

##### 場外発売の変更点
- 大井競馬
  - 「益田場外発売所（島根県益田市、旧益田競馬場）」は、1月26日をもって勝馬投票券の発売を終了し、3月26日の払戻業務終了をもって閉鎖する[198]。
  - 「オープス中郷（新潟県上越市）」「オープス磐梯（福島県耶麻郡磐梯町）」では、1月と2月の営業時間を17時までに短縮（17時以降の競走は前売発売のみ）するほか、オープス磐梯は1月21日と2月11日を休業とする[199]。
  - 「オフト大郷（宮城県黒川郡大郷町）」では10月15日より、他地区地方競馬の広域発売対象レースを拡大。従来は概ね3競走程度を併売していたが、拡大後は南関東地区の第1競走から最終競走までの間に発走する競走を発売する。一部の競走は前売発売のみとなる場合がある[200]。
- 川崎競馬
  - 毎週月曜日、および本場開催初日に第1入場門横で行っていた外向払戻所は、3月25日をもって営業を終了する[201]。
- 船橋競馬
  - 船橋競馬場では、2024年度の南関東場外発売日について、原則として毎週火曜日から木曜日とする（年末年始、南関東の重賞開催日は発売を行う）。払戻業務は、原則として月曜日と金曜日は行わない[202]。

##### その他の変更点
- 大井競馬
  - JRAですでに導入されている「競走馬トラッキングシステム」を、6月5日より大井競馬場でも導入。主にGI・JpnI競走の当日に実施予定[203]。
  - グループ観戦での指定席需要に対応するため、L-WING4階の指定席エリアを半個室タイプのグループ席に改修。4名・6名・12名の指定席を新設し、第4回開催分より販売開始[203]。
  - 無料送迎バス（大井町線）は、バス業界における人手不足のため3月22日をもって廃止[203]。
  - 場内にある競馬観戦型レストラン「ダイアモンドターン」の指定席が、品川区のふるさと納税返礼品として登録された[204]。
  - TCKカードのポイント付与サービスは、2024年度の開催最終日（2025年3月28日）をもって終了する。また、ポイント交換サービスは2025年9月の大井競馬開催最終日をもって終了する[205]。
  - 大井競馬場では排水性の向上と馬の負担軽減の両立を目的として、第13回大井競馬（12月1日）よりクッション砂の砂厚を10㎝から9㎝に変更する[206]。
- 船橋競馬
  - 船橋競馬場では、2020年より工事が進められていた新スタンドB棟が竣工し、4月29日より供用を開始する[207]。
  - 2024年度船橋競馬のテーマソング「OverDriver（スキマスイッチ）」のインストゥルメンタルを、本馬場入場曲として第5回開催から第13回開催まで採用[208]。

##### 調教師の新規開業
- 4月1日付で、真島大輔（大井、免許取得：2023年4月1日）が12馬房で新規開業[209]。
- 5月9日付で、田中力（船橋、免許取得：2023年12月1日）が新規開業[210]。
- 9月17日付で、秋山直之（川崎、免許取得：2024年4月1日）が新規開業[211]。
- 11月1日付で、茂木浩幸（川崎、免許取得：2024年4月1日）が新規開業[212]。

##### 大井競馬場と品川区の包括連携協定
大井競馬場を所有する東京都競馬と品川区は10月31日、相互の連携強化を図るため、包括連携協定を締結した。包括連携協定は、区民サービスの向上、地域および大井競馬場の振興を推進することを目的とし、防災・災害対策やSDGsの推進に加え、スポーツ・文化・エンターテインメント施設の整備など、8つの連携事項がある。東京都競馬社長の多羅尾光睦は調印式後の会見で、競馬場全体の再整備やスポーツ・文化・エンターテインメント施設の整備の一環として、大井競馬場内に大型アリーナを建設する構想があることを明らかにした。
大井競馬場は約6万人を収容できる施設だが、競馬開催日以外はほぼ遊休状態で、長年の経営課題とされてきた。さらに近年はインターネット投票が普及し、競馬場への来場者数も減少。アリーナ施設は1万人 - 1万5000人程度の収容人員を見込み、老朽化した観客席の一部を解体して用地を確保するという。また、首都高速道路の出入り口や羽田空港、東京港と近い立地を生かし、首都直下地震や南海トラフ地震など、大規模災害時の防災拠点としての役割も持たせるという。災害時の避難所だけでなく、首都圏内外の被災地に物資や人員を運ぶためのベースキャンプとしての機能を持たせることを検討している。施設の完成は2030年度を目指す。

#### 愛知県競馬組合（名古屋競馬）・岐阜県地方競馬組合（笠松競馬）
1月19日に、2024年度の開催日程を発表。名古屋競馬場は27回・115日（ナイター35日）、笠松競馬場は21回・96日開催。
重賞競走は名古屋・笠松ともに2月21日に発表。名古屋はダートグレード競走を含め21競走、笠松は21競走を施行。
岐阜県地方競馬組合は、2025年3月24日で全日程を終了した2024年度笠松競馬の開催成績を発表。総発売金額は485億4511万8600円で、2年連続で過去最高を更新した。
愛知県競馬組合は、2025年3月31日で全日程を終了した2025年度名古屋競馬の開催成績を発表。総売得金は860億1228万7200円（前年度比：105.8%）で前年度を上回り、過去最高を更新した。

##### 重賞競走の変更点
- 名古屋競馬[216]
  - 東海桜花賞（SPI）は施行距離を2100mに変更のうえ、名古屋グランプリトライアルとする
  - 駿蹄賞（SPI）は、東海優駿トライアルとする
  - 東海ダービー（SPI）は、「東海優駿」に名称変更
  - 東海菊花賞（SPI）は施行距離を2000mに変更のうえ、名古屋大賞典トライアルとする
- 笠松競馬[217][220]
  - 新設競走
    - 4月上旬：笠松プリンシパルカップ（P、1900m、3歳、笠松所属馬、1着賞金200万円）※駿蹄賞トライアル（1着馬に優先出走権）
    - 12月下旬：岐阜新聞・岐阜放送杯（P、1400m、3歳、笠松所属馬、1着賞金200万円）

  - 賞金額を変更する競走
    - オグリキャップ記念（SPI）：2000万円から2500万円に増額[220]
    - 笠松グランプリ（SPI）：1000万円から1200万円に増額[220]
    - 東海ゴールドカップ（SPI）：700万円から1000万円に増額[220]
    - 岐阜金賞（SPI）：600万円から1000万円に増額[220]
    - ぎふ清流カップ（SPI）：600万円から1000万円に増額[220]
    - ライデンリーダー記念（SPI）：500万円から600万円に増額[220]
    - 飛山濃水杯（SPII）：300万円から500万円に増額[220]

  - 施行条件等を変更する競走
    - オグリキャップ記念（SPI）は施行時期を5月下旬に、施行距離を1400mに変更
    - 飛山濃水杯はSPIIIからSPIIに格上げのうえ、施行時期は4月下旬、施行条件は3歳以上から4歳以上に、東海地区限定から西日本地区交流とし、オグリキャップ記念トライアルとする（上位2着に優先出走権）
    - 東海ゴールドカップ（SPI）は、施行距離を2500mに変更
    - ウインター争覇（SPIII）は、施行時期を11月下旬、施行距離は1900m、施行条件は4歳以上から3歳以上に変更のうえ、東海ゴールドカップトライアルとする（上位2着に優先出走権）
    - ぎふ清流カップ（SPI）は、施行時期を6月下旬に変更のうえ、北陸・東海・近畿地区交流から西日本地区交流に変更
    - 新緑賞はSPIIからSPIIIに格下げのうえ、施行時期を5月上旬、施行距離を1400mに変更し、ぎふ清流カップトライアルとする（上位2着に優先出走権）
    - 笠松グランプリ（SPI）は、施行時期を12月上旬に変更
    - ブルーリボンマイル（SPI）は、施行時期を2月下旬に変更
    - サマーカップ（SPII）は、北陸・東海・近畿地区交流から北陸・東海地区交流に変更
    - 白銀争覇（SPII）は、施行時期を1月下旬、施行距離を1900mに変更
    - マーチカップ（SPII）は、施行距離を1600mに変更のうえ、北陸・東海・近畿地区交流から北陸・東海地区交流に変更
    - 岐阜金賞（SPI）は、施行時期を8月中旬に変更
    - ゴールドジュニア（SPII）は、北陸・東海・近畿地区交流から東海地区交流に変更
    - 東海クラウン（P）は、施行時期を11月上旬に変更のうえ、笠松グランプリの優先出走権を上位2着までに変更
    - ブルームカップ（P）は、岐阜金賞の優先出走権を上位2着までに変更
    - 秋風ジュニア（P）は、施行時期を8月下旬に変更のうえ、ネクストスター笠松トライアルとする（上位2着に優先出走権）

##### 場外発売の変更点
- サンアール名古屋（J-PLACE名古屋）は旧名古屋競馬場跡地南東部に建物を新設し、2月26日に移転開業する。このため、2月19日から25日まで発売を休止する（払戻は休止期間中も実施）。JRA場外発売は、2月24日・25日が発売休止となる[221][222][223]。

##### 払戻率の上乗せ
- 名古屋競馬では、第8回・第9回・第10回・第12回開催の各日第1競走・第2競走で「名古屋モーニングフィーバー」を実施。対象となる競走では、3連単の払戻率を77.7%に引き上げる[224]。

##### その他の変更点
- サンアール名古屋と名古屋競馬場の間で運行するシャトルバスは、2月16日の運行をもって廃止する[225]。
- 令和6年度第1回名古屋競馬より、名古屋競馬場の距離設定に1400mを新設。実施条件はC級のみで重賞の設定は行わず、当面は1日1レース以下とする。開始1年間のレコードタイムは参考タイムとして公表する[226]。

#### 石川県・金沢市（金沢競馬）
2月22日に、2024年度の開催日程と重賞競走を発表。4月2日から冬季休催期間を挟み、2025年3月30日まで金沢競馬場で22回・91日開催（県営19回・市営3回）。ダートグレード競走を含む重賞競走は25競走を施行。

##### 重賞競走の変更点
- 新設重賞競走
  - 7月7日：兼六園スプリント（1500m、3歳、東海・北陸地区交流、1着賞金300万円）[228]
- 名称を変更する競走
  - 石川ダービーは、「石川優駿」に名称変更[227][228]
  - 西日本ダービー（西日本地区持ち回り、本年は金沢で施行）は、「西日本3歳優駿」に名称変更[227][228]

##### その他の変更点
- 7月28日、30日、8月5日、6日に金沢競馬場で初のナイター競走「ナイター4」を開催。人馬の暑熱対策が目的で、最終競走は午後7時発走予定[229][230]。

#### 兵庫県競馬組合（園田・姫路競馬）
2023年11月3日に、2023年度（1月 - 3月）の開催日程と重賞競走を発表。園田競馬場は3回・13日（重賞は3競走施行）、姫路競馬場は5回・26日開催（重賞は4競走施行）。
2023年12月31日に、2024年度（4月 - 12月）の開催日程と重賞競走を発表。園田競馬場で21回・120日開催（ナイター25日、サマー競馬18日）。ダートグレード競走を含む重賞競走は24競走を施行。

##### 重賞競走の変更点
- 新設競走
  - 1月11日：コウノトリ賞（重賞I、4歳以上牝馬、園田1870m）※回次は3歳限定戦だった旧競走から引き継いで通算[233][234]
  - 3月28日：ネクストスター西日本（重賞I、3歳、園田1400m）※近畿・四国・九州地区交流、兵庫・高知・佐賀で持ち回り開催[233][234]
  - 5月1日：西日本クラシック（重賞I、東京ダービー指定競走、3歳、園田1870m）※西日本地区交流[232][235]
- 施行条件を変更する競走
  - 兵庫チャンピオンシップ（JpnII）：施行距離を1870mから1400mに変更[164]
  - 兵庫大賞典（重賞I）：施行距離を1870mから1400mに変更[232]
  - 六甲盃（重賞I）：施行距離を2400mから1870mに変更[232]
  - 兵庫ダービー（重賞I）は「兵庫優駿」に名称変更のうえ、開催時期を6月から7月に変更[232]
  - 兵庫ジュベナイルカップ（重賞II）：開催時期を8月から9月に変更[232]
  - 兵庫若駒賞（重賞I）は施行条件を2歳から3歳に、施行時期を8月から3月に変更のうえ、施行場・距離を姫路1800mに変更（このため本年は実施しない）[236]
  - 園田オータムトロフィーは重賞IIから重賞Iに格上げし、開催時期を9月から10月に変更[232]
- 他地区より移管する競走
  - 大井競馬場で施行していたTCK女王盃を園田競馬場へ移管し、名称を兵庫女王盃に、施行距離を1800mから1870mに変更。格付は引き続きJpnIIIで、回次は新たに「第1回」とする[164]。

##### その他の変更点
- 園田競馬場では西ウイナーズサークルをリニューアルし、3月19日より供用を開始。変更点は以下の通り[237]。
  - 表彰スペースを新設
  - 従来スペース（口取り写真撮影スペース）の改修
  - 周囲柵の新設、ロゴ看板の塗装等の改修
- 高知競馬が暑熱対策のため約1か月の休催に入ることから、園田競馬場で「高知×兵庫交流競走」を以下の通り実施。いずれの競走も、高知所属馬のクラス判定は兵庫転入条件と同等程度とする[238]。
  - 8月14日・第12競走：園田サマーダッシュ（3歳以上、820m、兵庫10頭以上、高知2頭以内）
  - 8月21日・第12競走：高知×兵庫 ファイナルレース（3歳以上、820m、兵庫6頭以上、高知6頭以内）
  - 8月22日・第12競走：砂の王者決定戦（3歳以上、1870m、兵庫6頭以上、高知6頭以内）
- 8月30日の園田競馬より、新たな実況アナウンサーとして井関隼（いせき はやと）がデビューする[239]。

#### 高知県競馬組合（高知競馬）
2月26日に、2024年度の開催日程と重賞競走を発表。4月6日から2025年3月26日まで、高知競馬場で19回・108日開催（ナイター106日）。ダートグレード競走を含む重賞競走は20競走を施行。
総売得金は999億7620万2200円で、前年度に記録した過去最高記録を更新した。

##### 開催日割の変更点
暑熱対策および馬場改修実施のため、8月5日から9月6日まで休催期間を設ける。

##### その他の変更点
- 高知競馬場では、スタンド4階の指定席を改修し、複数名でも利用できるグループ席や個室を設置。4月6日より供用を開始する[245]。
- 9月7日より、高知競馬場スタンドの3階にギャラリー、入場門脇に乳幼児休憩所を新設。乳幼児休憩所は開催日のみ利用可能[246]。

#### 佐賀県競馬組合（佐賀競馬）
3月2日に、2024年度の開催日程と重賞競走を発表。4月6日から2025年3月30日まで、佐賀競馬場で23回・115日開催（全日程ナイター）。ダートグレード競走を含む重賞競走は35競走を施行。
総売得金は783億3123万3100円（前年度比：111.5%）で前年度を上回り、5年連続で過去最高を更新した。

##### 重賞競走の変更点
- 九州ダービー栄城賞は、「栄城賞」に名称変更[247]
- JBC競走のアンダーカードとして、九州産馬限定競走の「2024九州産グランプリ」を本年のみ施行[247]（その後、2025年以降も「九州産グランプリ」として継続して施行する方針に変更）

##### その他の変更点
- 佐賀競馬場では、スタンド3階の指定席を一部改修し、複数名でも利用できるグループ席を設置。2月17日より供用を開始する[249]。
- 10月6日より、佐賀競馬場のパドックにて新設された電光式ビジョンを運用開始。現行の手書き黒板式のパドック出走馬掲示板は、9月29日をもって運用を終了する[250]。

##### 引退競走馬支援推進デー
佐賀競馬場では、引退した競走馬（サラブレッド）がよりよい余生を過ごせるよう、引退競走馬支援についての活動を競馬ファンに広く認知してもらうとともに、引退競走馬の支援を行う団体の活動推進を目的として、2月11日に「2024佐賀競馬引退競走馬支援推進デー」を実施。当日はパネルディスカッション（YouTubeでも生配信）を行うほか、引退競走馬支援団体のブース出展、引退競走馬についてのパネル展示、引退競走馬支援団体による協賛レースを行う。

##### 現役騎手の逮捕事件
4月3日、佐賀競馬所属騎手の山口勲が、久留米市内で道路交通法違反（酒気帯び運転）の疑いで福岡県警久留米署に現行犯逮捕された。朝日新聞の報道によると、山口は「2日の夕方に家でビールを飲み、7時間くらい寝たので酒が抜けていると思った」と容疑を否認している。佐賀県競馬組合はこれを受け、「今後すみやかに本人からの事情聴取を行い、組合として厳正に対処する」と発表し、当面の間山口のレース騎乗を見合わせるとした。山口のレース騎乗は4月26日より再開。組合は5月23日、山口が不起訴処分となったことを発表するとともに、「競馬の信用を失墜させた」として山口を戒告処分とした。

## 中央競馬の開催日割
予定として発表されている競馬場別の開催日割は以下の通り。
- 札幌競馬場：2回・14日（前年比：増減なし）
- 函館競馬場：1回・12日（前年比：増減なし）
- 福島競馬場：3回・20日（前年比：増減なし）
- 新潟競馬場：4回・28日（前年比：2日増）
- 中山競馬場：5回・41日（前年比：1日減）
- 東京競馬場：5回・44日（前年比：1日減）
- 中京競馬場：4回・29日（前年比：3日減）
- 京都競馬場：7回・60日（前年比：31日増）
- 阪神競馬場：2回・16日（前年比：30日減）
- 小倉競馬場：3回・24日（前年比：2日増）

## 地方競馬の開催日割
予定として発表されている競馬場別の開催日割は以下の通り。
南関東を除く各主催者は2023年度（1月 - 3月）・2024年度（4月 - 12月）を分けて表記。南関東（大井・川崎・船橋・浦和）は暦年発表のため（1月 - 12月）で表記する。
- 帯広競馬場：（1月 - 3月）36日[256]（4月 - 12月）113日[166]
- 門別競馬場：（4月 - 12月）84日[174]
- 盛岡競馬場：（4月 - 12月）60日[181]
- 水沢競馬場：（1月 - 3月）11日[257]（4月 - 12月）58日[181]
- 大井競馬場：（1月 - 12月）96日[258]
- 川崎競馬場：（1月 - 12月）64日[258]
- 船橋競馬場：（1月 - 12月）64日[258]
- 浦和競馬場：（1月 - 12月）56日[258]
- 金沢競馬場：（1月 - 3月）7日[259]（4月 - 12月）84日[227]
- 名古屋競馬場：（1月 - 3月）33日[260]（4月 - 12月）80日[215]
- 笠松競馬場：（1月 - 3月）28日[260]（4月 - 12月）72日[215]
- 園田競馬場：（1月 - 3月）13日[231]（4月 - 12月）120日[232]
- 姫路競馬場：（1月 - 3月）26日[231]
- 高知競馬場：（1月 - 3月）38日[261]（4月 - 12月）71日[240]
- 佐賀競馬場：（1月 - 3月）30日[262]（4月 - 12月）85日[247]

## できごと

### 1月
- 6日 - JRAは7日夜間から8日にかけての降雪により競馬開催への影響が予想されるためとして、インターネット投票を対象としたシンザン記念の土曜日夜間発売・日曜日早朝発売を取りやめとした[263]。
- 7日
  - JRAは降雪により競馬開催への影響が予想されるためとして、シンザン記念の前日発売、および8日の京都競馬全レースとWIN5の日曜日夜間発売・月曜日早朝発売を取りやめとした[264][265]。
  - 京都競馬第2競走（メイクデビュー京都、3歳新馬、ダート1800m、14頭）で、松山弘平（栗東）が史上35人目（現役20人目）となるJRA通算1万2000回騎乗を達成。デビューから14年10か月7日、33歳10か月7日での達成は、北村宏司（15年11か月10日、34歳6か月23日）を上回り、史上最速・最年少記録となった[266]。また、同競走では武豊（栗東）がメイショウタムシバに騎乗して1着となり、京都競馬場での通算勝利数を1400勝とした（史上25人目、現役10人目）[267]。
- 8日 - 中山競馬第12競走（4歳以上2勝クラス、芝1600m、15頭）で、ダイワメジャー産駒が史上11頭目となるJRA通算1300勝を達成[268]。
- 20日 - 中山競馬第5競走（3歳未勝利、牝馬、芝1600m、16頭）で、戸崎圭太（美浦）が史上52人目（現役33人目）、地方競馬出身騎手としては5人目となるJRA通算1万回騎乗を達成[269]。
- 21日 - 中山競馬第11競走（第65回アメリカジョッキークラブカップ、GII）で、チャックネイト（セン6、美浦・堀宣行厩舎）が優勝。騎乗したレイチェル・キング（豪州）は外国人女性騎手として初めて、JRAの平地重賞を勝利した[270]。
- 24日
  - 国際競馬統括機関連盟（IFHA）は「世界のトップ100GIレース」を発表し、ジャパンカップが「2023年ロンジンワールドベストレース」を受賞し、世界1位の評価となった。現行の形式でランキングが発表されるようになった2015年以降、日本の競走が世界1位となったのは初めてとなった。日本の競走はジャパンカップを含め15競走が100位以内にランクイン（地方競馬で施行する東京大賞典も含む）しており、ランクインした競走数はオーストラリア（24競走）、米国・英国（ともに17競走）に次いで世界4位となった[89]。また、「2023年度ロンジンワールドベストレースホースランキング」もあわせて発表され、日本調教馬はイクイノックスが2023年ロンジンワールドベストレースホースとなった。日本調教馬が世界ランキングトップとなったのは、ジャスタウェイ（2014年）に次いで2頭目となった[271]。
  - 笠松競馬は降雪の影響により、開催を取りやめとした。代替開催は行わない[272]。
- 25日 - 大井競馬第2競走（C3二三四、右回りダート1400m、14頭）で、エプルシャージュ（牡4、大井・村上頼章厩舎）が馬体重634kgで出走して1着となり、地方競馬の平地競走における最高馬体重出走記録（2008年1月25日・園田競馬第11競走、ジョーキャプテン、631kg）・最高馬体重勝利記録（2021年5月19日・園田競馬第7競走、グラシーナ、626kg）を更新した[273]。
- 27日 - 京都競馬第7競走（4歳以上1勝クラス、ダート1800m、9頭）に出走したハイランドリンクス（牝4、栗東・奥村豊厩舎）は、未勝利馬でありながら単勝オッズ1.1倍の1番人気となった。未勝利馬が1勝クラス以上で単勝1.1倍の人気となったのは、データをさかのぼれる1986年以降、JRAでは初のケースとなった。同馬は人気にこたえて快勝した[274]。

### 2月
- 4日
  - 京都競馬第5競走（メイクデビュー京都、3歳新馬、芝1600m、17頭）で、ロードカナロア産駒が史上24頭目となるJRA通算1000勝を達成[275]。
  - 東京競馬第12競走（4歳以上2勝クラス、ダート1300m、16頭）で、柴田善臣（美浦）が武豊、幸英明（いずれも栗東）に次ぎ史上3人目となるJRA通算2万2千回騎乗を達成[276]。
- 5日 - 船橋競馬は降雪のため、第3競走以降を取りやめとした[277]。第3競走以降は10日に無観客で行い、電話・インターネット投票のみで発売された[278]。
- 6日 - JRAは2024年度騎手免許試験の新規合格者を発表し、8名（男性7名、女性1名）が合格した。合格者のうち7名がJRA競馬学校騎手課程の生徒で、JRA史上初めて騎手経験のない調教助手から合格した坂口智康（JRA調教師の坂口智康とは同姓同名の別人）は障害のみの免許となる。8名とも、3月1日付で免許が交付される[279][280][281]。
- 10日
  - 東京競馬第2競走（メイクデビュー東京、3歳新馬、ダート1400m、16頭）で、柴田大知（美浦）が史上36人目（現役21人目）となるJRA通算1万2千回騎乗を達成[282]。
  - 小倉競馬第8競走（4歳以上1勝クラス、芝2000m、11頭）で、タイキラフターが1着となった。これにより、同馬の父ハーツクライは産駒のJRA通算勝利数が1528勝となり、フジキセキ（1527勝）を抜いて単独6位の記録となった[283]。
- 14日 - JRAは、2022年4月の落馬で脊髄損傷の重傷を負い療養中だった騎手の藤井勘一郎（栗東）が29日をもって引退することを発表[284][285]。17日に京都競馬場で引退セレモニーを実施[286]。また、騎手の北沢伸也（栗東）は騎手免許の取消申請があり、3月5日付で免許を取り消し引退。3月9日に阪神競馬場で引退式を行い、引退後は調教助手に転向する[287][288]。
- 22日 
  - 姫路競馬第10競走（第16回兵庫ユースカップ、重賞II、ダート1400m、8頭）で、リケアサブル（牡3、高知・田中守厩舎）が1着となり、騎乗した吉原寛人（金沢）は現存する地方競馬全14場（ばんえいは除く）での重賞競走制覇を達成。これは史上初の記録となった[289][290]。
  - 佐賀競馬第4競走は、競走前の走路整備中に整備用トラクター1台の運転席左側のガラスが全損し、ガラス片を含む砂の撤去及び新たな砂の入れ替えに時間を要したため中止となった[291]。
- 24日 - サウジアラビアのキングアブドゥルアジーズ競馬場でサウジカップデー諸競走が行われ、サウジダービー（G3）をフォーエバーヤング（牡3、栗東・矢作芳人厩舎）[292]、リヤドダートスプリント（G3）をリメイク（牡5、栗東・新谷功一厩舎）が優勝[293]し、日本調教馬が2勝を挙げた。なお、騎手の坂井瑠星（栗東）はサウジダービーでフォーエバーヤングに騎乗した際、鞭の使用回数制限を超過したことについて現地裁決委員より3月7日から8日までの騎乗停止とされたほか、レッドシーターフハンデキャップでリビアングラスに騎乗した際、残り2400m付近で内側に斜行したことについて3月9日、および3月14日から16日までの騎乗停止とされた（JRAでも同日程で適用）[294]。
- 29日 - JRA騎手の高野和馬（美浦）・川島信二・秋山真一郎（以上栗東）が引退。高野と川島は調教助手に転身、秋山は25日に小倉競馬場で引退式を行い、3月1日より調教師免許が交付され、調教師に転身する[295][296][297][298]。

### 3月
- 3日 - 中山競馬第3競走（3歳未勝利、ダート1800m、15頭）で、日経ラジオ社（ラジオNIKKEI）のアナウンサー・藤原菜々花が場内実況を担当。女性による場内公式実況は、JRA史上初となった[299]。
- 5日 - JRA調教師の小桧山悟・高橋裕・中野栄治（以上美浦）、飯田雄三・加用正・松永昌博・安田隆行（以上栗東）が定年のため引退[295]。
- 6日 - JRAは、所属騎手の武士沢友治（美浦）から騎手免許の取消申請があり、10日付で免許を取り消し、引退することを発表。引退後はJRA競馬学校教官に転身する[300]。
- 10日 - 金沢競馬は降雪による走路の除雪作業に時間を要するため、第1競走から第3競走までを取りやめとした[301]。
- 12日 - 埼玉県浦和競馬組合は、所属騎手の寺島憂人が11日付で引退したことを発表[302]。
- 15日 - 地方競馬全国協会は令和5年度第3回調教師・騎手免許試験の新規合格者を発表し、調教師3名、調教師補佐1名、騎手14名（うち女性1名）が合格した。調教師補佐の合格者は元騎手の楢崎功祐、騎手の合格者は全員が地方競馬教養センターの騎手候補生で、いずれも4月1日付で免許が交付される[303]。
- 17日 - ばんえい競馬は、調教師の小林勝二が3月末をもって勇退することを発表。同日の帯広競馬第12競走（蛍の光賞、ジェイファイター、9着[304]）が最終出走となった[305]。
- 21日
  - 大井競馬第10競走（C2六・七・八、右回りダート1200m、14頭）で1着に13番人気、2着に12番人気が入線。馬連の払戻金は66万3070円（90番人気、的中24票）となり、従来の地方競馬の馬連最高記録（2010年12月21日・園田競馬第3競走、53万6750円）を更新した[306]。
  - 埼玉県浦和競馬組合は、調教師の岡田一男が31日付で引退することを発表[307]。最後の重賞出走となった27日の浦和競馬第11競走（第70回桜花賞、SI）をプリンセスアリーで優勝し、有終の美を飾った[308]。最終出走は29日の浦和競馬第9競走（ブルベアマイル、11着）となった[309]。
- 24日
  - 中京競馬第10競走（JRAウルトラプレミアム ロードカナロアカップ、4歳以上2勝クラス、ダート1800m、16頭）で、川田将雅（栗東）がサンテックスに騎乗して1着となり、JRA通算勝利数が2017勝に到達。これにより、増沢末夫（2016勝）を抜いてJRA歴代単独8位の記録となった[310]。
  - 中京競馬第11競走（第54回高松宮記念、GI）で、マッドクール（牡5、栗東・池添学厩舎）が優勝。この勝利で、馬主のサンデーレーシングは史上初となる障害を含めたJRAのGI全26レースを完全制覇となった[311]。
  - 高知競馬第10競走（春暖特別、C2-1選抜馬、ダート1400m、8頭）のレース中、第3コーナー付近でコスモシーウルフがつまずき、騎乗していた塚本雄大（高知）がバランスを崩して落馬。ただちに高知市内の病院に搬送されたが、同日夜に死亡が確認された。騎手のレース中の死亡事故は高知競馬場では初の出来事で、地方競馬では記録が残る1989年以降、レース中の事故による騎手の殉職者は4人目となった[312][313][314]。→#人物も参照
- 26日 - 千葉県競馬組合は、調教師の宮下靖旨が31日付で引退することを発表[315]。4日の船橋競馬第2競走（C2七、ロンジェヴィティー、9着）が最後の出走となった[316]。
- 27日 - JRAは、騎手の大庭和弥（美浦）から騎手免許の取消申請があり、31日付で免許を取り消し、引退することを発表。引退後は所属する小手川準厩舎の調教助手に転向[317]。
- 30日 - アラブ首長国連邦のメイダン競馬場でドバイワールドカップミーティング諸競走が行われ、日本調教馬はUAEダービー（G2）でフォーエバーヤング（牡3、栗東・矢作芳人厩舎）が優勝[318]。ドバイゴールデンシャヒーン（G1）には地方所属馬として19年ぶりのドバイ国際競走となったイグナイター（牡6、兵庫・新子雅司厩舎）が出走し、5着に入着した[319]。ドバイワールドカップ（G1）ではウシュバテソーロ（牡7、美浦・高木登厩舎）が2着となり、イクイノックスを抜いてJRAの獲得賞金額が歴代1位となった[320][321]。なお、ドバイゴールデンシャヒーンでイグナイターに騎乗した笹川翼（大井）は最後の直線で外側に斜行したことで4月8日から11日まで騎乗停止とされた（大井でも同日程で適用[322]）ことに加え、鞭の使用回数超過で過怠金を科された[323]ほか、ドバイターフ（G1）でキャットニップ（米国）に騎乗したクリストフ・ルメール（栗東）は最後の直線で落馬負傷し、病院へ搬送。以降に予定していたレースは騎手変更となった[324]。現地主催者によると、肋骨と鎖骨の骨折に加え、肺に穴が開いたため2週間ほど現地に滞在すると発表された[325]。

### 4月
- 6日
  - 阪神競馬第7競走（4歳以上1勝クラス、牝馬、ダート1800m、12頭）のレース中、スウィートスカーが前の馬に触れてつまずき、騎乗していた藤岡康太（栗東）が落馬。頭部と胸部を負傷し、意識不明の状態で病院へ搬送され加療を受けていたが、10日夜に死去した[326][327][328]。JRAで騎手がレース中の事故で死亡したのは、2004年の竹本貴志以来20人目で、GI優勝歴のある騎手としては1993年の岡潤一郎以来となった[329]。→#人物も参照
  - JRA騎手の勝浦正樹（美浦）は、テレビ番組「ウイニング競馬」（テレビ東京系）の番組内インタビュー（VTR出演）で、14日の中山競馬をもって騎手を引退することを明らかにした[330][331]。JRAは同日、勝浦より騎手免許の取消申請があり、14日付で騎手免許を取り消すことを発表[332]。14日の中山競馬第7競走（4歳以上1勝クラス、ダート1200m、ニシノピウモッソ、2着）が最終騎乗となった[333]。引退式は5月4日に東京競馬場で実施[334]。
- 11日 - JRA騎手の小牧太（栗東）は、かつて所属していた兵庫県競馬への復帰を目的として、地方競馬の令和6年度第1回騎手免許試験の願書を提出し、地方競馬の騎手免許再取得を目指していることを明らかにした。再取得が実現すれば、地方競馬からJRAへ移籍した騎手が再度地方競馬に復帰するのは史上初となる[335]。
- 12日 - 金沢競馬は、3日に行われた金沢競馬第7競走（第1回こいちゃん結婚☆記念、C1二、ダート1500m、9頭）で1着となったサムワンライクユー（牡4、金沢・金田一昌厩舎）から禁止薬物「エチゾラム」の陽性が確認されたと競走馬理化学研究所から連絡があり、所轄の石川県警金沢東署に届出を行ったことを発表。同馬は同日付で失格となり着順を変更するが、払戻の変更はない。なお、同厩舎に在厩している馬は、禁止薬物の陰性が確認できるまで公正保持のため出走不可となった[336]。金沢競馬で禁止薬物の陽性が確認されたのは、1997年以来となった[337]。
- 18日 - カナダ競馬の2023年度表彰「ソブリン賞」の発表と授賞式が行われ、日本人騎手の木村和士が最優秀騎手賞を3年連続で受賞した[338]。
- 23日 - 複数の海外競馬メディアが報じたところによると、日本では短期免許でJRA通算379勝（重賞39勝、うちGI12勝）を挙げた世界的騎手のオリビエ・ペリエ（フランス）が、25日の騎乗をもって現役を引退することが明らかになった。JRA騎手の武豊（栗東）は自身の公式サイトで、「日本に短期免許でやってくる外国人騎手の草分け」「ペリエ騎手の成功が、いまの日本の短期免許制度を軌道に乗せたと言ってもいい」と評した[339][340]。
- 28日 - 日本政府は令和6年春の褒章受章者を発表し、名古屋競馬所属騎手の宮下瞳が黄綬褒章を受章。宮下は1995年に騎手としてデビューし、2011年に出産のため一旦騎手を引退したが、長男の応援が後押しとなり騎手復帰を決断。2016年8月に騎手免許を再取得し現役復帰。2021年11月には女性騎手史上初となる地方競馬通算1000勝を達成し、女性騎手の最多勝記録を更新し続けていることから、競馬の発展に貢献し、畜産振興に寄与したことに加え、国内の女性騎手として初めて出産、育児による引退を経て現役に復帰し、日本の女性騎手の通算勝利記録を更新し続けることが評価されたもの。騎手の受章は2020年秋の的場文男（大井）、2022年春の柴田善臣（JRA美浦）に続いて3人目で女性騎手では初めてとなった[341][342]。
- 29日 - 日本政府は令和6年春の外国人叙勲受章者を発表し、ウインフリート・エンゲルブレヒト=ブレスゲス（ドイツ）が旭日中綬章を受章。ブレスゲスは香港ジョッキークラブの役員となった当初から日本競馬との連携を図るとともに、1998年にはJRAとの間で双方のレース映像を直接配信するスキームを構築。この枠組みは、2015年の競馬法改正で実現した「海外競馬の勝馬投票券発売」を円滑に運用する上での礎となった。同時に香港ジョッキークラブが実施する国際競走を世界の一流競走に発展させながら、これまでに数多くの日本馬を招待。それらの一流競走に出走し活躍した日本馬は競走馬としてだけでなく、繁殖馬としての国際的価値を高めることとなり、日本の軽種馬生産を通じた畜産振興に貢献した。また、国際競馬統括機関連盟（IFHA）会長およびアジア競馬連盟（ARF）会長として副会長国の日本とともに国際的な連携・協調関係の下、競馬の振興と発展のために尽力している。これらの功績が評価された。外国人競馬関係者に対して日本政府から叙勲が行われたのは、2010年のルイ・ロマネ（当時IFHA会長）以来2人目となった[343]。
- 30日 - 神奈川県川崎競馬組合は、所属調教師の栗林信文が同日付で引退することを発表[344]。5日の川崎競馬第11競走（若草特別、イサチルウキウキ、4着）が最後の出走となった[345]。引退後は福島県に移住し、引退馬を受け入れる特定非営利活動法人「お馬のお家」を立ち上げ、引退馬の受け入れ施設等の整備を行っている[346]。

### 5月
- 2日 - 門別競馬の第10競走から第12競走を対象として発売されたトリプル馬単の払戻金が2575万4405円（50円あたり、的中5口）となり、従来のホッカイドウ競馬における最高記録（2023年10月12日、1293万6890円）を更新した[347]。
- 4日 - 新潟競馬第3競走（3歳未勝利、ダート1200m、15頭）で、丹内祐次（美浦）が史上45人目（現役25人目）となるJRA通算1万1千回騎乗を達成[348]。
- 5日 - 新潟競馬第8競走（4歳以上1勝クラス、芝1800m、14頭）でハワイアンタイムが1着となり、騎乗した横山典弘（美浦）はJRA通算勝利数が2944勝に到達。これにより、岡部幸雄（2943勝）を抜いてJRA歴代単独2位の記録となった[349]。
- 8日 - 川崎競馬第4競走（ブレッザ賞、3歳未格付選定馬、ダート900m、12頭）は、スタート直後に発走委員が「真正なスタートではない」として赤旗を振り、カンパイ（スタートやり直し）をアピールしたが、これに気づかず全馬がゴールインしたため、「全頭がかなりの距離を走ったため」として全馬が競走除外となり、レースは取りやめ（不成立）となった。発売済みの投票券はすべて返還となった。また、その後に行われた第7競走（雷電賞、C2選定馬、ダート900m、12頭）でもカンパイが発生し、1頭が「かなりの距離を走ったため」として競走除外とされたが、スタートをやり直してレースは成立した[350]。さらに第10競走（JRA交流メイスター賞、ダート1600m、13頭）では4頭が落馬、競走中止となる多重事故が発生。騎手3名が病院へ搬送された[351]。
- 13日 - ホッカイドウ競馬と佐賀県競馬組合は、佐賀競馬所属騎手の吉本隆記が同日付で佐賀・手島勝利厩舎からホッカイドウ競馬へ移籍し、桧森邦夫厩舎所属となったことを発表[352][353]。
- 19日 - 京都競馬第6競走（3歳1勝クラス、ダート1800m、11頭[注 1]）で、 浜中俊（栗東）が史上46人目（現役26人目）となるJRA通算1万1千回騎乗を達成[354]。
- 20日 - JRAは、騎手の服部寿希（栗東）から騎手免許の取消申請があり、19日付で免許を取り消し、引退したことを発表[355]。1月13日の京都競馬第4競走（メイクデビュー京都、3歳新馬、プレイフルデイズ、16着）が最後の騎乗となった[356]。
- 31日 - 神奈川大学は、2023年度末に閉鎖し、購入希望事業者を公募していた湘南ひらつかキャンパス跡地（平塚市）について、神奈川県川崎競馬組合を優先交渉権者に選定したことを発表。組合は川崎市の多摩川沿いにある小向厩舎と練習馬場が手狭となっていることに加え、2019年の台風で冠水したことなどから、移転先を探していた。対象はトレーニングセンターのみで、川崎競馬場は現在地に残る[357]。

### 6月
- 3日 - 大井競馬第7競走は、大雨による視界不良のため取りやめとなった[358]。
- 9日 - 東京競馬第11競走（第41回エプソムカップ、GIII）で、レーベンスティール（牡4、美浦・田中博康厩舎）が優勝。騎乗したクリストフ・ルメール（栗東）はこの勝利で、史上5人目となるJRA重賞150勝を達成した[359]。
- 10日 - 日本馬術連盟はパリオリンピック（総合馬術）の日本代表3名を発表し、戸本一真（日本中央競馬会）、大岩義明（nittoh）、北島隆三（乗馬クラブクレイン）が選ばれた。戸本は4位入賞した2021年の東京大会に続き、2大会連続の代表となった[360]。
- 13日 - 英国アスコット競馬場は、世界のトップ騎手12名がチーム対抗戦で争うシャーガーカップ（8月10日）の出場騎手を発表し、日本からは藤田菜七子（美浦）が世界選抜チームに選ばれた。藤田は2019年以来2度目の出場となる[361]。
- 18日 - 浦和競馬は、大雨による馬場コンディション不良のため第6競走以降を取りやめとした[362]。
- 20日 - JRA所属騎手の吉村誠之助（栗東）が園田競馬場で7鞍に騎乗し、5勝を挙げた。地方競馬全国協会によると、JRA騎手が地方競馬で1日5勝を挙げたのは史上初（従来の記録は1日4勝）となった[363]。
- 23日
  - 東京競馬第1競走（2歳未勝利、芝1600m、10頭）で、1着から順に10番人気→4番人気→6番人気と入線。3連単の払戻金は345万5270円となり、10頭立て以下のレースにおけるJRA最高記録（従来の記録：2017年古都ステークス、9頭、120万2780円）を更新した[364]。
  - 京都競馬第11競走（第65回宝塚記念、GI）で、ブローザホーン（牡5、栗東・吉岡辰弥厩舎、騎手：菅原明良）が優勝。これで上半期のGI競走がすべて終了したが、複数のGIを2勝以上の勝利をした騎手がおらず、すべて異なる勝利騎手となった。これは1984年のグレード制導入以来初の珍事となった[365]。
  - JRA騎手のクリストフ・ルメール（栗東）は、24日からリフレッシュのため約1か月間の休養に入ることを明らかにした。7月27日の新潟競馬から騎乗を再開する見通し[366]。
- 28日 - JRAは、騎手の池添謙一と富田暁（いずれも栗東）に対し、日本中央競馬会競馬施行規程第147条第20号（競馬の公正確保について業務上の注意義務を負う者としてふさわしくない非行）に基づき、騎乗停止としたことを発表。2名は25日の午前2時40分ごろ、函館競馬場の調整ルーム内において、互いに粗暴な行為に及んだ事実が確認されたことを事由とした。26日に厩舎関係者からJRAに情報提供があり、騎手などへ事情聴取したところによると、24日の夜に函館市内で複数の騎手が飲食中、互いに酒に酔った状態で池添謙から高圧的な態度で絡まれた富田が、近くにあったスマートフォンを叩きつけ、画面が割れたという。これが池添謙のスマートフォンだったことから2名は口論となり、同席していた騎手が2名を引き離したが、怒りが収まらなかった池添謙はその後、電話で富田に調整ルームへ戻るよう指示。1階ロビーで待ち構え、双方が口論からもみ合いになったという。これにより、池添謙は29日から7月7日（開催日4日間）、富田は29日・30日の2日間騎乗停止となった。29日・30日に2名が騎乗予定だった馬はすべて騎手変更となった[367][368][369]。
- 30日 - 福島競馬第7競走（3歳未勝利、芝2000m、16頭）でクラッチプレイヤーが1着となり、管理調教師の国枝栄（美浦）はJRA通算勝利数が1076勝に到達。これにより、佐藤勇（1075勝）を抜いてJRA歴代単独10位の記録となった[370]。

### 7月
- 1日 - 盛岡競馬第1競走（ファーストステップ、2歳新馬）は当初5頭立ての予定だったが、2頭が出走取消となったため、3頭立てで施行された。また、施行コースは当初芝1000mの予定だったが、芝コースの走路状態悪化のため、ダート1000mに変更された。なお、3頭立てのため、複勝・3連複・3連単は発売されなかった[371]。
- 6日 
  - 小倉競馬第2競走（2歳未勝利、芝1800m、9頭）で、酒井学（栗東）が史上53人目（現役30人目）となるJRA通算1万回騎乗を達成[372]。
  - 午前4時ごろ、金沢競馬場で調教を終えたばかりの競走馬が突然暴走。騎乗していた金田一昌厩舎所属の男性厩務員（20歳代）が振り落とされ、弾みで鉄製ゲート（発馬機）に激突した。厩務員は直ちに金沢市内の病院に搬送されたが死亡が確認された。石川県警金沢東署が事故の原因を調べている。同競馬場で落馬による死亡事故が発生したのは初めてだった。この日は非開催日で、翌7日の開催は予定通り施行された[373][374]。
- 7日 - 盛岡競馬第12競走（せきれい賞、M2）は当初芝2400mで施行予定だったが、雨による走路状態悪化のためダート2000mに変更された[375]。
- 8日 - 2019年に死亡したディープインパクトの銅像が、ノーザンホースパークと社台スタリオンステーションに設置されることとなった。8月中旬に建立予定で、同馬の父サンデーサイレンスとともに、親子2代での銅像製作となった[376]。
- 9日
  - 前日から2日間にわたってノーザンホースパークで行われたセレクトセールが終了し、2日間の売上総額は289億1800万円で、過去最高記録（2023年、281億4500万円）を更新。2日間通算の売却率は96.4%で、落札馬の平均価格は約6356万円となった[377]。
  - 盛岡競馬は走路状況悪化のため、第8競走と第9競走を取りやめとした[378]。
  - 特別区競馬組合は、所属騎手の的場文男に対し、特別区競馬組合競馬実施規則第39条第1項第2号の規定に基づき、同日から12日までの騎乗変更を命じたことを発表。事由は「競馬開催期間外における不適切な行為により、当該騎手による騎乗が競走の公正を害する恐れがあるため」とされ、詳細は調査中としているが、組合の広報によると、騎手間でのトラブルが原因で、的場文のみに非があったとして処分が下された。的場文は8日に5か月ぶりに復帰し、同日は2鞍に騎乗予定だったが、すべて騎手変更となった[379][380][381]。特別区競馬組合は26日に事案の詳細と処分を発表し、「大井競馬場施設内における騎手同士の金銭上のトラブル」が原因として、特別区競馬組合競馬実施規則第73条第1項第7号に基づき、的場文に対し29日から8月1日まで4日間の騎乗停止とした[382]。
- 10日
  - JRA騎手の川田将雅（栗東）が自身のInstagramにおいて、「身体のメンテナンスに専念するため」として、2週間休養すると表明[383]。27日の新潟競馬で復帰した[384]。
  - JRA騎手の藤田菜七子（美浦）が、JRA職員の男性と結婚することを自身のInstagramで発表。結婚後も現役を続行し、騎手としての登録名は変更しない予定[385]。
- 13日
  - 小倉競馬第1競走（2歳未勝利、ダート1000m、7頭）で、アメリカンビキニ（牝2、栗東・斉藤崇史厩舎）が1着となった。タイムは57秒2で、従来のダート1000mにおける2歳日本レコード（コウエイフラッシュ、57秒7）を更新した[386]。
  - 函館競馬第11競走（第56回函館2歳ステークス、GIII）で、サトノカルナバル（牡2、美浦・堀宣行厩舎）が優勝。同馬は東京競馬場の新馬戦でデビューしており、前走が北海道以外の競馬場だった馬の優勝は史上初となった。また、騎乗した佐々木大輔（美浦）はJRA重賞を初勝利となった[387]。
  - 福島競馬第12競走（3歳以上1勝クラス、牝馬、芝1200m、16頭）で、吉田豊（美浦）が史上11人目（現役7人目）となるJRA通算1万8千回騎乗を達成[388]。
- 17日 - JRAは、所属騎手の高杉吏麒（栗東）を21日・22日の2日間騎乗停止としたことを発表。高杉は16日の盛岡競馬第8競走に騎乗予定だったが、函館からの新幹線に乗り遅れ、前検量受検時刻に遅刻して騎手変更となったことで、岩手県競馬組合裁決委員から21日・22日の2日間騎乗停止処分を科せられたため、JRAでも同日程で適用された[389]。
- 19日 - 地方競馬全国協会は令和6年度第1回調教師・騎手免許試験の新規合格者を発表し、調教師4名、騎手3名が合格した。調教師試験の合格者には現役騎手の池田敦と堀場裕充（いずれも金沢）が含まれている。また、騎手試験の合格者は2021年に不祥事で競馬関与停止と免許取消処分を受けた元騎手の髙木健と筒井勇介（いずれも笠松、2022年3月に処分取り消しを求めた訴訟に勝訴[390]）のほか、史上初めてJRAから地方競馬（兵庫）への復帰を目指して受験した小牧太（栗東）が合格した。小牧太は7月末日でJRAの騎手免許を返上し、7名とも8月1日付で免許が交付される[391][392]。→笠松競馬場#騎手・調教師の不祥事続出と開催自粛、および4月11日のできごとも参照
- 21日
  - 札幌競馬第2競走（3歳未勝利、牝馬、ダート1700m、14頭）で、古川吉洋（栗東）が史上47人目（現役27人目）となるJRA通算1万1千回騎乗を達成[393]。
  - 小倉競馬第12競走（3歳以上1勝クラス、ダート1700m、15頭）で、8月から地方競馬の騎手免許を再取得して兵庫県競馬に復帰する小牧太（栗東）が騎乗するモズアカボス（牡4、栗東・矢作芳人厩舎）が勝利。小牧太はこれがJRA所属騎手としての最終騎乗となり、JRA騎手として有終の美を飾った[394]。第12競走終了後には、小倉競馬場で地方競馬移籍セレモニーが行われ、弟で兵庫所属調教師の小牧毅のほか、長男でJRA騎手の小牧加矢太（栗東）も福島競馬第1競走を勝利後に駆け付けた[395][396]。
- 22日 - 24日まで新ひだか町の北海道市場で行われている「セレクションセール2024」の初日、上場番号49番「スターズアラインドの2023（牡、父キズナ）」が1億円（税抜き）で落札された。セレクションセールで1億円以上の落札馬は、2001年に父サンデーサイレンス、母プレシャスキールの牡馬が1億7000万円（税抜き）で落札されて以来、23年ぶり史上2頭目となった[397]。
- 23日 - 金沢競馬第11競走（楽天ポイントで投票しちゃおう特別、ダート1500m、10頭）で、単勝10番人気のフミタツティンクルが勝利。単勝の払戻金は4万5080円となり、従来の金沢競馬における単勝式の最高記録（2007年10月15日・第3競走、4万円）を更新した[398]。
- 24日 - 岩手県競馬組合は、29日から8月6日までの第5回盛岡競馬で予定していた芝競走を、すべてダートに変更することを発表。理由は「走路状態が悪化しており、今後も降雨が予想され、回復が見込めないため」としている。これにより、30日に施行予定のオパールカップ（M2）は芝1700mからダート1600mに、31日に施行予定の若鮎賞（M3）は芝1600mからダート1600mに、8月4日に施行予定のOROカップ（M1）は芝1700mからダート1600mにそれぞれ変更される[399]。
- 29日 - パリオリンピックの総合馬術（団体・個人）が27日から3日間にわたって行われ、団体で日本（大岩義明・戸本一真・北島隆三・田中利幸）が銅メダルを獲得。オリンピックの馬術競技で日本がメダルを獲得したのは、1932年ロサンゼルスオリンピックの障害飛越個人で金メダルを獲得した西竹一以来92年ぶり、団体では史上初となった[400][401]。団体決勝の後に行われた個人決勝では、戸本が5位、大岩が7位に入賞。日本の選手が2人同時に入賞したのも、史上初となった[402]。→6月10日のできごとも参照
- 30日 - 愛知県競馬組合は16日に愛知県競馬組合処分委員会を開催し、30日付で騎手の岡部誠に対する処分を発表。発表によると、関係者からの内部通報により、2023年11月から本年5月までの間に、以下6点の不適切行為を認定。これらの不適切行為について、岡部に対し騎乗停止を含む処分を発表した。（1）は信用失墜行為（愛知県競馬組合地方競馬実施条例施行規則第72条第1項第7号）、（2）から（5）までは開催執務委員長指示事項違反（愛知県競馬組合地方競馬実施条例施行規則第72条第1項第1号）[403]
  - （1）他の騎手への粗暴な行為：騎乗停止4日（8月6日 - 9日）
  - （2）他の騎手へのハラスメント行為：騎乗停止2日（8月12日、14日）
  - （3）主催者職員及び馬場管理係員へのハラスメント行為：騎乗停止2日（8月15日、16日）
  - （4）女性厩務員へのセクシャルハラスメント行為：戒告
  - （5）調教師へのハラスメント行為：戒告
  - （6）他の騎手への迷惑行為：注意

### 8月
- 4日
  - JRAは、騎手の松山弘平（栗東）に対し、17日・18日の2日間騎乗停止としたことを発表。松山は前日の新潟競馬第12競走に騎乗後、4日朝の飛行機で札幌へ移動する予定だったが、航空券の購入手続きを錯誤し、騎乗予定であった札幌競馬第7競走の検量終了時刻に間に合わず、騎手変更となった。なお、第11競走・第12競走は予定通り騎乗した[404]。
  - 盛岡競馬は悪天候（大雨）による馬場状況悪化のため、第9競走以降を取りやめとした[405]。
- 6日 - 神奈川県川崎競馬組合は、騎手の小林捺花に対し、4日間（7日から9日、12日）の騎乗停止処分としたことを発表。小林は同日の川崎競馬に騎乗を予定していたが、体重調整に失敗し、騎手変更となったことで、競馬の公正を害したことを理由とした[406]。
- 7日 - 神奈川県川崎競馬組合は、騎手の御神本訓史（大井）に対し、2日間（12日・13日）の騎乗停止処分としたことを発表。御神本は同日の川崎競馬第10競走に騎乗を予定していたが、主催者が指定した出発時刻に90分遅刻し、前検量受検時刻に間に合わず騎手変更となったことを理由とした[407]。
- 9日 - JRAは、10日の新潟競馬第8競走に出走するレリッシュ（牝3、美浦・南田美知雄厩舎）に騎乗する騎手について、事故のため石橋脩（53kg）から丸田恭介（53kg）に変更することを発表。JRA報道室によると、「調教師が負担重量を55kgと思い込んだまま、（負担重量について）騎手とやり取りをすることなく出馬投票を行い、出馬確定後に53kgだと認識し、石橋騎手が騎乗できないことになった」と経緯を説明した[408]。
- 10日
  - 中京競馬第3競走（3歳未勝利、ダート1800m、16頭）で、幸英明（栗東）が史上2人目（現役2人目）となるJRA通算2万4千回騎乗を達成。デビューから30年5か月6日、48歳6か月30日での達成は、武豊（36年1か月8日、54歳0か月25日）を抜き、史上最速・最年少での達成となった[409]。
  - 岩手県競馬組合は台風5号の接近により競馬開催への影響が予想されるためとして、12日に施行を予定しているクラスターカップ（JpnIII）の前日発売を取りやめとした[410]。
- 11日
  - 岩手県競馬組合は、台風5号の影響により安全かつ公正な競馬の実施が困難と判断し、12日の盛岡競馬を取りやめとした。代替開催は出走投票のやり直しを行わず、発走時刻を変更して14日に行う。これにより、12日に予定していたクラスターカップ（JpnIII）も14日に順延となった[411]。
  - 帯広競馬第11競走（第36回ばんえいグランプリ、BG2）で、メムロボブサップ（牡8、坂本東一厩舎）が優勝し、1991年 - 1994年のアサギリ以来、30年ぶり史上2頭目の同競走4連覇を達成[412]。
- 14日 - 岐阜県地方競馬組合は、笠松競馬第2競走（3歳4組、ダート1400m、7頭）を、「馬場整備車両の故障により整備に大幅な時間を要した」として取りやめとした[413]。
- 15日 - 特別区競馬組合は、「台風7号の影響により安全な来場を確保することが困難」として、16日の大井競馬を取りやめとした。代替開催は翌17日に出走投票をやり直さず、無観客で行う[414]。
- 19日 - 埼玉県浦和競馬組合は、浦和競馬第12競走を悪天候（豪雨による馬場コンディション悪化）のため取りやめとした。これに伴いトリプル馬単は不成立となり、全返還となった[415]。
- 22日 - 神奈川県川崎競馬組合は、9月8日に韓国ソウル競馬場で行われるコリアカップ（G3、ダート1800m）にライトウォーリア（牡7、川崎・内田勝義厩舎）が出走を予定していることを発表。地方競馬所属馬の同競走への出走、および川崎所属馬の海外遠征は、いずれも初めてとなる[416]。
- 24日 - 札幌競馬第4競走（3歳未勝利、ダート1700m、14頭）で、大野拓弥（美浦）が史上26人目（現役14人目）となるJRA通算1万3千回騎乗を達成[417]。
- 25日 - JRAは「落雷の可能性があり、安全な競馬の実施が困難」として、新潟競馬第12競走を取りやめとした。新潟競馬場周辺では、第11競走の発走前から雷鳴が響いていた[418][419]。JRAによると、落雷の可能性を理由とした開催中止は過去に確認できず、史上初の珍事となった。これに伴い、発売済の投票券はすべて返還となった。また当該レースの代替競馬は行わない[420]。
- 28日
  - 佐賀県競馬組合は、「台風10号の影響により安全かつ公正な競馬の実施が困難」として、29日の佐賀競馬を取りやめとした。これに伴い、同日に予定していた競走のうち、サマーチャンピオン（JpnIII）とJRA交流サマーカップは9月1日に順延[注 2]。その他の競走は、代替開催を行わない[421]。なお、順延日がJRAの開催日と重複することとなったため、サマーチャンピオンに騎乗予定だったJRA所属騎手は佐賀で騎乗できなくなり、すべて佐賀所属騎手に騎手変更となった[422]。
  - 千葉県競馬組合は、同日の船橋競馬第8競走に出走予定だったホースマンシップ（牡4）が、装鞍所での馬体検査でセン馬であることが発覚したため、競走除外としたことを発表。これにより、管理調教師の渡邊貴光（船橋）は馬登録事項の変更手続きを失念し競走除外となったため、注意義務を怠ったとして、戒告処分となった[423]。
- 29日
  - 兵庫県競馬組合は、台風10号の接近により、30日のJ-PLACE呉（DASH呉）を臨時休館とすることを発表[424]。
  - 高知県競馬組合は、台風10号による施設への影響により、同日のパルス宿毛での場外発売を取りやめとした[425]。
- 30日 - JRAは「台風による競馬開催への影響が予想されるため」として、31日の新潟・中京競馬の金曜日夜間発売を取りやめた[426]。
- 31日 - JRAは「台風による競馬開催への影響が予想されるため」として、小倉2歳ステークス（GIII）の前日発売[427]、および9月1日の中京競馬とWIN5の土曜日夜間発売を取りやめた[428]。

### 9月
- 1日 - 中京競馬第2競走（3歳未勝利、ダート1800m、16頭）で、太宰啓介（栗東）が史上37人目（現役20人目）となるJRA通算1万2千回騎乗を達成[429]。
- 2日 - 高知県競馬組合は、所属騎手の永森大智が自宅前共用通路において正当な理由なく包丁を携帯していたことで、8月28日に銃砲刀剣類所持等取締法違反により罰金刑を科せられたことを公表し、永森を7日から23日まで実効6日間の騎乗停止としたことを発表[430]。
- 8日
  - JRAのサマーシリーズが全日程を終了し、サマージョッキーズシリーズは松山弘平（栗東）が2年連続の優勝。同シリーズの連覇は史上初となった[431]。
  - 韓国のソウル競馬場で韓国国際競走が行われ、コリアスプリント（G3）はリメイク（牡5、栗東・新谷功一厩舎）が優勝し、レース史上初の連覇を達成[432]。コリアカップ（G3）はクラウンプライド（牡5、栗東・新谷功一厩舎）が優勝し、レース史上2度目の連覇を達成した。なお、川崎競馬から初めての海外遠征となったライトウォーリア（牡7、川崎・内田勝義厩舎）は4着となった[433]。→8月22日のできごとも参照
- 10日 - 金沢競馬第9競走（能登半島地震復興応援杯、B2五、ダート1400m、10頭）で、1着と4着がいずれも同着となった。同一競走で複数の同着が出たのは、金沢競馬では1980年4月13日以来44年ぶりで、全国の地方競馬では14年ぶり17例目となった[434]。
- 13日
  - JRAは暑熱対策のため、栗東トレーニングセンターの馬場開場時刻（平日）を午前5時30分とする期間を延長し、27日までとすることを発表。当初は17日より午前6時開場とする予定だった[435]。
  - 香港ジョッキークラブは、G1を通算10勝し、獲得賞金世界歴代1位のゴールデンシックスティ（セン9）が引退することを発表。引退後は北海道のノーザンホースパークで余生を過ごすことも併せて発表された[436]。
- 16日 - 佐賀競馬は雷雨の影響により、第2競走・第3競走を取りやめ[437]。第4競走・第5競走は施行したが、その後も馬場コンディションが回復しなかったため、第6競走以降を取りやめとした[438]。取りやめとなった競走には重賞の鳥栖大賞も含まれていたが、代替開催は行わない[439]。
- 21日 - 中山競馬第9競走（カンナステークス、2歳オープン、芝1200m、8頭）で、クリストフ・ルメール（栗東）がエコロジークに騎乗して1着となり、JRA通算勝利数が1919勝に到達。これにより、藤田伸二（1918勝）を抜いてJRA歴代単独10位の記録となった[440]。なお、同馬の勝利タイム（1分7秒2）は中山芝1200mの2歳コースレコードを23年ぶりに更新したほか、2歳日本レコードも更新した[441]。
- 22日 - 中山競馬第9競走（木更津特別、3歳以上2勝クラス、芝1600m、13頭）で、ロードカナロア産駒がJRA史上18頭目となる通算1100勝を達成[442]。

### 10月
- 4日 - 大井競馬第3競走（SEEK GLORY!、2歳新馬、ダート右回り1400m）は枠順確定時に5頭立ての予定だったが、当日に2頭が出走を取り消して3頭立てとなった。この時点で複勝・3連複・3連単の発売がなくなったが、その後1頭が競走除外となったため、2頭立てで行われた。馬券は単勝・馬複・馬単のみ発売された[443][444]。地方競馬全国協会によると、地方競馬で2頭立てのレースが行われたのは、記録がコンピュータ管理されている1973年4月以降では初めてとなった[445]。
- 5日 - 騎手の大江原比呂（美浦）は東京競馬で騎乗を予定していたが、体重の調整ができず、調整ルーム内で脱水症を発症したため、騎手変更となった。これにより、19日から27日まで9日間の騎乗停止となった[446][447]。
- 9日 - 佐賀国民スポーツ大会の馬術競技が三木ホースランドパークで行われ、第6競技「ダービー」部門（成年男子）にJRA騎手の小牧加矢太（栗東）が出場し、優勝した[448]。
- 10日 - 騎手の宮下瞳（愛知）が笠松競馬で5鞍に騎乗し、年間騎乗数が970回に到達。これにより、前年に自身が記録した女性騎手の年間最多騎乗記録（966回）を更新した[449]。18日には年間1000回騎乗を達成し、国内の女性騎手では史上初の記録となった[450]。
- 14日
  - パークウインズとして営業している札幌競馬場に、野生の鹿1頭が侵入。開場前に西駐車場、西駐車場とスタンドの間の林を走り回っている姿を札幌競馬場の職員が発見。地元警察に通報し、8時57分に鹿は競馬場から去ったという。JRAは危険防止のため、一部エリアの利用制限とイベント開催の中止を決定した[451]。
  - 騎手の木澤奨（大井）は大井競馬第1競走でエコロジョイアーに騎乗しようとした際、体重調整失敗のため、騎手変更となった。このことは競馬の公正を害したとして、10日間（14日から18日、21日から25日）騎乗停止となった[452]。
- 20日 - 京都競馬第11競走（第85回菊花賞、GI）で、アーバンシック（牡3、美浦・武井亮厩舎）が優勝。騎乗したクリストフ・ルメール（栗東）は前年のドゥレッツァに続く連覇となり、騎手の菊花賞連覇は42年ぶり史上4人目（1984年のグレード制導入後では初）となった[453]。また、管理調教師の武井はGI競走を初勝利となった[454]。
- 26日 - 日本軽種馬協会は、2020年の凱旋門賞を優勝したソットサス、2020年のJBCスプリントを優勝したサブノジュニア、2019年のデイリー杯2歳ステークスを優勝したレッドベルジュールが種牡馬として導入されることを発表した[455]。また、アルデバラン・スクワートルスクワート・バゴ・デビッドジュニアが種牡馬を引退することも発表された。4頭とも、今後は北海道のJBBA静内種馬場で功労馬として余生を過ごす[456]。
- 27日 - 東京競馬第11競走（第170回天皇賞（秋）、GI）で、ドウデュース（牡5、栗東・友道康夫厩舎）が優勝。同馬は2021年（朝日杯フューチュリティステークス）・2022年（東京優駿）・2023年（有馬記念）に続いて4年連続のJRA平地GI勝利となり、史上7頭目の記録となった。また、騎乗した武豊（栗東）は同競走を通算7勝目とし、保田隆芳に並び最多勝タイ記録となった[457]。
- 30日 - 園田競馬第11競走（第21回兵庫クイーンカップ、重賞II）で、ハクサンアマゾネス（牝7、金沢・加藤和義厩舎）が前年に続く連覇を達成。同馬はこの勝利で重賞勝利数を通算25勝目とし、オレノココロ（ばんえい）が保持する地方競馬重賞最多勝利タイ記録となった[458]。

### 11月
- 2日
  - 日本政府は令和6年秋の褒章受章者を発表し、JRA騎手の武豊（栗東）が黄綬褒章を受章。騎手の黄綬褒章受章者は的場文男（大井）・柴田善臣（美浦）・宮下瞳（愛知）に次いで4人目となる[459]。武豊は1987年に騎手としてデビューして以来、常にトップ騎手として第一線で活躍を続け、JRA通算勝利は4545勝（11月2日現在。うち重賞362勝、GI82勝）を挙げているほか、デビュー翌年にスーパークリークで菊花賞を勝利。勝利時の年齢（19歳7か月23日）はJRA史上最年少GI勝利記録として現在も残っている。また、通算18回の年間最多勝は史上最多である。さらに海外競馬においては1994年にスキーパラダイスでムーラン・ド・ロンシャン賞（G1）を勝利し、これはJRAの日本人騎手として初の海外G1優勝となった。日本騎手クラブ会長として騎手および競馬の社会的地位の向上に尽力しているなど、中央競馬の発展および畜産業の振興に多大なる貢献を果たした功績が認められた[460]。なお、受章記念セレモニーは、23日に京都競馬場で行われる[461]。
  - JRAは大雨による馬場コンディション不良のため、京都競馬第8競走（3歳以上1勝クラス、ダート1400m）を取りやめとした。同コースは芝スタートとなっているが、豪雨により芝コースとダートコースの間に水たまりが発生し、騎手と協議した結果、危険と判断され取りやめとなった[462]。発売済の投票券はすべて返還となった。なお、第9競走以降は予定通り施行された[463]。
- 5日 - 香港ジョッキークラブは、12月4日にハッピーバレー競馬場で行われる「2024ロンジンインターナショナルジョッキーズチャンピオンシップ」の出場騎手を発表し、日本からは川田将雅（栗東）が2年連続で選出された[464]。
- 7日 - 園田競馬第11競走（第58回楠賞、重賞I）で、フジユージーン（牡3、岩手・瀬戸幸一厩舎）が優勝。岩手所属のサラブレッドが兵庫県競馬の重賞を勝利するのは初めてとなった[465]。
- 8日 - 大井競馬第10競走（汐見坂賞、B3二選抜、右回りダート1800m、16頭）で、1着から順に14番人気→10番人気→12番人気と入線。3連単の払戻金は1421万9470円（的中3票）で、大井競馬史上6位、地方競馬全体では8位の記録となった[466]。
- 9日
  - 京都競馬第8競走（第26回京都ジャンプステークス、J・GIII）で、スマイルスルー（牡4、栗東・斉藤崇史厩舎）が優勝。騎乗した高田潤（栗東）はこの勝利でJRA障害通算勝利数が147勝となり、障害勝利数単独10位の記録となった[467]。
  - JRAは、調教師の上村洋行（栗東）に対し、過怠金50万円を科したことを発表。制裁理由は「調教師記章の偽造」で、10月26日に東京競馬場で調教師記章の拾得物があり、刻印されていた管理番号から上村のものと判明。ところが、上村本人は別の記章を着用していたことから、本人に確認したところ、本物の紛失を防止するため、業者に依頼して偽造品を作成し、それを使用していたと認めた。この行為は立入禁止区域への不正な侵入を目的としたものではないものの、ルールを順守するべき調教師としての注意義務を著しく欠くものであるとして、日本中央競馬会競馬施行規程第147条第19号に該当すると判断された[468]。
  - 高知県競馬組合は、午後8時25分ごろに四国各地で発生した停電の影響により、午後8時25分以降のパルス宿毛・藍住での発売・払戻を中止した[469]。
- 10日
  - この日JRAで発売されたWIN5は、対象レース順に7番人気→7番人気→7番人気→15番人気→3番人気が勝利し、払戻金は4億6496万3450円（的中1票）となり、歴代5位の高額配当となった[470]。
  - 帯広競馬第11競走（第49回クインカップ、BG3）で、ミュウ（牝4、ばんえい・長部幸光厩舎）が優勝。騎乗した鈴木恵介（ばんえい）はこの勝利で、重賞通算100勝を達成した[471]。
- 14日
  - JRAは、阪神ジュベナイルフィリーズ（GI、12月8日）に予備登録している外国調教馬の来日スケジュールを発表し、米国のメイデイレディ（牝2、ジョセフ・リー厩舎）が来日することとなった。同競走に出走すれば、JRAの2歳GI競走への外国馬の出走は史上初となる[472][473]。
  - 騎手の妹尾将充（高知）は自身のSNSで、引退することを公表した。妹尾将は2019年に騎手としてデビューしたが、2022年3月にレース中の落馬事故で脊髄損傷の重傷を負い、以降は車いす生活を余儀なくされていた[474]。高知県競馬組合は、本人の申し出により30日付で引退することを27日に発表し、30日に引退式が行われた[475]。
- 15日 - 千葉県競馬組合は、騎手の森泰斗が25日から29日の第9回船橋競馬をもって引退したいとの申し出があったことを発表。引退セレモニーは、12月16日に船橋競馬場で実施する[476]。
- 16日 - 高知競馬第2競走（C3-4、ダート1400m、10頭）で、井上瑛太（高知）が地方競馬通算2000回騎乗を達成[477]。
- 17日
  - 石川県競馬事業局は、地方競馬重賞勝利数歴代タイ記録の25勝を挙げているハクサンアマゾネス（牝7、金沢・加藤和義厩舎）が12月1日の中日杯を最後に引退すると、管理調教師の加藤和義から連絡があったことを発表。引退式は、12月3日に金沢競馬場で行われる[478]。→10月30日のできごとも参照
  - 京都競馬第11競走（第41回マイルチャンピオンシップ、GI）で、ソウルラッシュ（牡6、栗東・池江泰寿厩舎）が優勝。しかし、騎乗した団野大成（栗東）はゴール前50mほどから喜びを爆発させてガッツポーズをとったことで、「決勝線手前で5完歩ほど適切な騎乗姿勢をとらずに入線した」と判断され、騎手としての注意義務を怠ったという理由で過怠金5万円の制裁を受けた[479]。
- 18日 - ばんえい競馬は、騎手の小野木隆幸が同日付で引退したことを発表[480]。
- 19日
  - ホッカイドウ競馬は、騎手の宮平鷹志が18日付で騎手免許を取り消し、引退したことを発表[481]。
  - 水沢競馬第4競走（2歳C1二組、ダート1400m、10頭）で、村上忍（岩手）がトランスミッションに騎乗して1着となり、地方競馬通算勝利数が4128勝に到達。これにより、菅原勲が保持していた岩手所属騎手の歴代最多勝利記録（4127勝）を抜き、単独1位の記録となった[482]。
  - 笠松競馬第10競走（楚々特別、C1イ、ダート1600m、9頭）でアルナイル（牡3）が1着となり、管理調教師の笹野博司（笠松）は年間勝利数が174勝に到達。これにより、自身が前年に記録した笠松競馬場の年間最多勝記録を更新した[483]。
- 20日
  - 地方競馬全国協会は令和6年度第2回調教師・騎手免許試験の合格者を発表し、調教師7名・騎手4名が合格。調教師試験の合格者には現役騎手の陶文峰（岩手）・嬉勝則（高知）・倉富隆一郎（佐賀）が含まれている。騎手試験の合格者はばんえい3名・北海道1名で、いずれも12月1日付で免許が交付される[484]。
  - 社台スタリオンステーションは、2025年の繋養種牡馬と種付け料を発表。最高額はイクイノックス・キズナ・キタサンブラックの2000万円で、以下コントレイルが1800万円、スワーヴリチャードが1500万円となっている[485]。
- 21日
  - JRAは、24日のジャパンカップに出走するオーギュストロダン（牡4、アイルランド・エイダン・オブライエン厩舎）の引退お披露目式を当日の東京競馬場で実施することを発表。外国調教馬の引退式を日本で行うのは史上初となるほか、JRAのレースをこれまでに勝っていない馬の引退式を実施するのも史上初となる[486][487]。
  - 名古屋競馬第9競走（B3組、ダート920m、9頭）で、宮下瞳（愛知）がケイカに騎乗して1着となり、年間勝利数が106勝に到達。これにより、自身が保持している国内女性騎手の年間最多勝利記録（2020年、105勝）を更新した[488]。
- 24日
  - 東京競馬第12競走（第44回ジャパンカップ、GI）で、ドウデュース（牡5、栗東・友道康夫厩舎）が優勝。騎乗した武豊（栗東）は同競走を通算5勝目とし、4勝で並んでいたクリストフ・ルメールを抜いて歴代単独1位となった[489]。
  - 水沢競馬第12競走（第46回北上川大賞典、M2）で、サクラトップキッド（牡3、岩手・伊藤和忍厩舎）が優勝。3歳馬の優勝は史上初で、騎乗した陶文峰（岩手）は12月1日より調教師に転身することが決まっており、現役最後の重賞騎乗で優勝し、有終の美を飾った[490]。→11月20日のできごとも参照
- 26日 - 佐賀県競馬組合は、4日に施行したJBC3競走と2024九州産グランプリの上がり4ハロン・3ハロンタイムを訂正したことを発表。当日の通信環境の影響でトラッキング表示システムの計時に誤差が生じたことが明らかになったためで、レースの上がりタイム・各出走馬の上がりタイムもそれぞれ訂正された[491]。
- 28日
  - ホッカイドウ競馬と愛知県競馬組合は、騎手の阪野学が12月1日付で北海道・田中正二厩舎から愛知・井上哲厩舎に移籍することを発表[492][493]。
  - 愛知県競馬組合は、調教師の竹口勝利が30日をもって引退することを発表。これに伴い、同厩舎所属騎手の宮下瞳は12月1日より宇都英樹厩舎に所属変更となる[494]。

### 12月
- 1日 - 中京競馬第11競走（第25回チャンピオンズカップ、GI）で、1着がレモンポップ、2着がウィルソンテソーロ、3着がドゥラエレーデとなった。この着順は前年と全く同じで、2年連続で同じ馬・同じ着順で決着したのはグレード制導入後のJRA平地GIでは史上初の珍事となった[495][注 3]。
- 3日 - オーストラリア・クイーンズランド州競馬公正委員会は、同地を拠点にしている日本人騎手の安部将之に対し、競馬規則違反（賭博行為）を理由として11月27日から2026年3月27日まで16か月の免許停止処分を科したことを発表。審査委員会の報告書によると、安部は2023年2月26日から本年1月30日までの間にオーストラリア国内および国際レースに50回賭けたほか、自身が騎乗したレースで自身の騎乗していない馬に賭けたことで告発された。処分内容については、安部が違反を認め反省の意を示していることや、これまでに違反を犯していない点などを考慮した、としている[496]。
- 5日 - JRAは2025年度の新規調教師免許試験合格者を発表し、9名が合格した。9名とも調教助手で、騎手の合格者はいなかった。免許は2025年1月1日付で交付される[497]。
- 10日 - ダーレー・ジャパンは、フリオーソが種牡馬を引退することを発表。今後は現役時の担当厩務員だったクリス・モルが代表を務めるCRステーブルにて余生を過ごす[498]。
- 14日 - 京都競馬第12競走（3歳以上2勝クラス、芝1600m、14頭）で、池添謙一（栗東）が史上18人目（現役10人目）となるJRA通算1万5000回騎乗を達成[499]。
- 16日 - 水沢競馬は降雪の影響により、開催を取りやめとした。代替開催は行わない[500]。
- 19日 - 埼玉県浦和競馬組合は、所属騎手の橋本直哉が引退することを発表。けがの治療を行うため今後の騎乗はなく、26日に浦和競馬場で引退セレモニーを行う[501]。今後は浦和・小久保智厩舎で調教専門厩務員に転身する[502]。
- 22日
  - 京都競馬第5競走（障害3歳以上未勝利、障害芝→ダート2910m、14頭）で、西谷誠（栗東）がマテンロウジョイに騎乗して1着となり、JRA障害通算勝利数が198勝に到達。これにより、林満明（197勝）を抜き、JRA歴代単独5位の記録となった[503]。
  - 中山競馬第11競走（第69回有馬記念、GI）で、レガレイラ（牝3、美浦・木村哲也厩舎）が優勝。同競走を3歳牝馬が優勝したのは、1960年のスターロツチ（当時は旧馬齢表記のため4歳）以来64年ぶり2頭目となった[504]。
- 23日 - 千葉県競馬組合は、地方競馬通算4448勝を挙げ、11月29日の騎乗を最後に引退した元騎手の森泰斗の服色（胴緑青ダイヤモンド、袖青）を永久保存とすることを発表。南関東で騎手の服色が永久保存されるのは、佐々木竹見（2001年引退）・石崎隆之（2019年引退）に次いで3人目となる[505]。
- 24日 - 浦和競馬第11競走（第62回ゴールドカップ、SI）で、アウストロ（牡4、浦和・小沢宏次厩舎）が優勝。騎乗した秋元耕成（浦和）は、益田競馬場所属時の2002年1月に行われた日本海特別をニホンカイマリノで勝利して以来、22年ぶりの重賞勝利となった[506]。
- 27日 - ダーレー・ジャパンは、アドマイヤムーンが種牡馬を引退することを発表。今後は北海道のダーレージャパンファームで功労馬として余生を過ごす[507]。
- 28日 - 金沢競馬は、所属調教師の高橋道雄がこの日付で引退したこと発表[508]。
- 29日 - 水沢競馬は、降雪による馬場コンディション悪化のため第10競走以降を取りやめとした[509]。

## 競走成績

### 中央競馬・平地GI
| 競走名                                 | 競走名                                 | 競走名                                 | 優勝馬                 | 性齢 | 騎手                     | 調教師                   | 所属                      |
| 月日                                   | 競馬場                                 | コース・距離                           | 優勝馬                 | 性齢 | 馬主                     | 馬主                     | タイム                    |
| -------------------------------------- | -------------------------------------- | -------------------------------------- | ---------------------- | ---- | ------------------------ | ------------------------ | ------------------------- |
| 第41回フェブラリーステークス           | 第41回フェブラリーステークス           | 第41回フェブラリーステークス           | ペプチドナイル         | 牡6  | 藤岡佑介                 | 武英智                   | JRA栗東                   |
| 2月18日                                | 東京競馬場                             | ダート1600m                            | ペプチドナイル         | 牡6  | 沼川一彦                 | 沼川一彦                 | 1:35.7                    |
| 第54回高松宮記念                       | 第54回高松宮記念                       | 第54回高松宮記念                       | マッドクール           | 牡5  | 坂井瑠星                 | 池添学                   | JRA栗東                   |
| 3月24日                                | 中京競馬場                             | 芝1200m                                | マッドクール           | 牡5  | （有）サンデーレーシング | （有）サンデーレーシング | 1:08.9                    |
| 第68回大阪杯                           | 第68回大阪杯                           | 第68回大阪杯                           | ベラジオオペラ         | 牡4  | 横山和生                 | 上村洋行                 | JRA栗東                   |
| 3月31日                                | 阪神競馬場                             | 芝2000m                                | ベラジオオペラ         | 牡4  | 林田祥来                 | 林田祥来                 | 1:58.2                    |
| 第84回桜花賞                           | 第84回桜花賞                           | 第84回桜花賞                           | ステレンボッシュ       | 牝3  | ジョアン・モレイラ       | 国枝栄                   | JRA美浦                   |
| 4月7日                                 | 阪神競馬場                             | 芝1600m                                | ステレンボッシュ       | 牝3  | 吉田勝己                 | 吉田勝己                 | 1:32.2                    |
| 第84回皐月賞                           | 第84回皐月賞                           | 第84回皐月賞                           | ジャスティンミラノ     | 牡3  | 戸崎圭太                 | 友道康夫                 | JRA栗東                   |
| 4月14日                                | 中山競馬場                             | 芝2000m                                | ジャスティンミラノ     | 牡3  | 三木正浩                 | 三木正浩                 | 1:57.1 （コースレコード） |
| 第169回天皇賞（春）                    | 第169回天皇賞（春）                    | 第169回天皇賞（春）                    | テーオーロイヤル       | 牡6  | 菱田裕二                 | 岡田稲男                 | JRA栗東                   |
| 4月28日                                | 京都競馬場                             | 芝3200m                                | テーオーロイヤル       | 牡6  | 小笹公也                 | 小笹公也                 | 3:04.2                    |
| 第29回NHKマイルカップ                  | 第29回NHKマイルカップ                  | 第29回NHKマイルカップ                  | ジャンタルマンタル     | 牡3  | 川田将雅                 | 高野友和                 | JRA栗東                   |
| 5月5日                                 | 東京競馬場                             | 芝1600m                                | ジャンタルマンタル     | 牡3  | （有）社台レースホース   | （有）社台レースホース   | 1:32.4                    |
| 第19回ヴィクトリアマイル               | 第19回ヴィクトリアマイル               | 第19回ヴィクトリアマイル               | テンハッピーローズ     | 牝6  | 津村明秀                 | 高柳大輔                 | JRA栗東                   |
| 5月12日                                | 東京競馬場                             | 芝1600m                                | テンハッピーローズ     | 牝6  | 天白泰司                 | 天白泰司                 | 1:31.8                    |
| 第85回優駿牝馬（オークス）             | 第85回優駿牝馬（オークス）             | 第85回優駿牝馬（オークス）             | チェルヴィニア         | 牝3  | クリストフ・ルメール     | 木村哲也                 | JRA美浦                   |
| 5月19日                                | 東京競馬場                             | 芝2400m                                | チェルヴィニア         | 牝3  | （有）サンデーレーシング | （有）サンデーレーシング | 2:24.0                    |
| 第91回東京優駿（日本ダービー）         | 第91回東京優駿（日本ダービー）         | 第91回東京優駿（日本ダービー）         | ダノンデサイル         | 牡3  | 横山典弘                 | 安田翔伍                 | JRA栗東                   |
| 5月26日                                | 東京競馬場                             | 芝2400m                                | ダノンデサイル         | 牡3  | （株）ダノックス         | （株）ダノックス         | 2:24.3                    |
| 第74回安田記念                         | 第74回安田記念                         | 第74回安田記念                         | ロマンチックウォリアー | 騸6  | ジェームズ・マクドナルド | チャップシン・シャム     | 香港                      |
| 6月2日                                 | 東京競馬場                             | 芝1600m                                | ロマンチックウォリアー | 騸6  | パッファイ・ラウ         | パッファイ・ラウ         | 1:32.3                    |
| 第65回宝塚記念                         | 第65回宝塚記念                         | 第65回宝塚記念                         | ブローザホーン         | 牡5  | 菅原明良                 | 吉岡辰弥                 | JRA栗東                   |
| 6月23日                                | 京都競馬場                             | 芝2200m                                | ブローザホーン         | 牡5  | 岡田牧雄                 | 岡田牧雄                 | 2:12.0                    |
| 第58回スプリンターズステークス         | 第58回スプリンターズステークス         | 第58回スプリンターズステークス         | ルガル                 | 牡4  | 西村淳也                 | 杉山晴紀                 | JRA栗東                   |
| 9月29日                                | 中山競馬場                             | 芝1200m                                | ルガル                 | 牡4  | 江馬由将                 | 江馬由将                 | 1:07.0                    |
| 第29回秋華賞                           | 第29回秋華賞                           | 第29回秋華賞                           | チェルヴィニア         | 牝3  | クリストフ・ルメール     | 木村哲也                 | JRA美浦                   |
| 10月13日                               | 京都競馬場                             | 芝2000m                                | チェルヴィニア         | 牝3  | （有）サンデーレーシング | （有）サンデーレーシング | 1:57.1                    |
| 第85回菊花賞                           | 第85回菊花賞                           | 第85回菊花賞                           | アーバンシック         | 牡3  | クリストフ・ルメール     | 武井亮                   | JRA美浦                   |
| 10月20日                               | 京都競馬場                             | 芝3000m                                | アーバンシック         | 牡3  | （有）シルクレーシング   | （有）シルクレーシング   | 3:04.1                    |
| 第170回天皇賞（秋）                    | 第170回天皇賞（秋）                    | 第170回天皇賞（秋）                    | ドウデュース           | 牡5  | 武豊                     | 友道康夫                 | JRA栗東                   |
| 10月27日                               | 東京競馬場                             | 芝2000m                                | ドウデュース           | 牡5  | （株）キーファーズ       | （株）キーファーズ       | 1:57.3                    |
| 第49回エリザベス女王杯                 | 第49回エリザベス女王杯                 | 第49回エリザベス女王杯                 | スタニングローズ       | 牝5  | クリスチャン・デムーロ   | 高野友和                 | JRA栗東                   |
| 11月10日                               | 京都競馬場                             | 芝2200m                                | スタニングローズ       | 牝5  | （有）サンデーレーシング | （有）サンデーレーシング | 2:11.1 （レースレコード） |
| 第41回マイルチャンピオンシップ         | 第41回マイルチャンピオンシップ         | 第41回マイルチャンピオンシップ         | ソウルラッシュ         | 牡6  | 団野大成                 | 池江泰寿                 | JRA栗東                   |
| 11月17日                               | 京都競馬場                             | 芝1600m                                | ソウルラッシュ         | 牡6  | 石川達絵                 | 石川達絵                 | 1:32.0                    |
| 第44回ジャパンカップ                   | 第44回ジャパンカップ                   | 第44回ジャパンカップ                   | ドウデュース           | 牡5  | 武豊                     | 友道康夫                 | JRA栗東                   |
| 11月24日                               | 東京競馬場                             | 芝2400m                                | ドウデュース           | 牡5  | （株）キーファーズ       | （株）キーファーズ       | 2:25.5                    |
| 第25回チャンピオンズカップ             | 第25回チャンピオンズカップ             | 第25回チャンピオンズカップ             | レモンポップ           | 牡6  | 坂井瑠星                 | 田中博康                 | JRA美浦                   |
| 12月1日                                | 中京競馬場                             | ダート1800m                            | レモンポップ           | 牡6  | ゴドルフィン             | ゴドルフィン             | 1:50.1                    |
| 第76回阪神ジュベナイルフィリーズ       | 第76回阪神ジュベナイルフィリーズ       | 第76回阪神ジュベナイルフィリーズ       | アルマヴェローチェ     | 牝2  | 岩田望来                 | 上村洋行                 | JRA栗東                   |
| 12月8日                                | 京都競馬場                             | 芝1600m                                | アルマヴェローチェ     | 牝2  | 大野照旺                 | 大野照旺                 | 1:33.4                    |
| 第76回朝日杯フューチュリティステークス | 第76回朝日杯フューチュリティステークス | 第76回朝日杯フューチュリティステークス | アドマイヤズーム       | 牡2  | 川田将雅                 | 友道康夫                 | JRA栗東                   |
| 12月15日                               | 京都競馬場                             | 芝1600m                                | アドマイヤズーム       | 牡2  | 近藤旬子                 | 近藤旬子                 | 1:34.1                    |
| 第69回有馬記念                         | 第69回有馬記念                         | 第69回有馬記念                         | レガレイラ             | 牝3  | 戸崎圭太                 | 木村哲也                 | JRA美浦                   |
| 12月22日                               | 中山競馬場                             | 芝2500m                                | レガレイラ             | 牝3  | （有）サンデーレーシング | （有）サンデーレーシング | 2:31.8                    |
| 第41回ホープフルステークス             | 第41回ホープフルステークス             | 第41回ホープフルステークス             | クロワデュノール       | 牡2  | 北村友一                 | 斉藤崇史                 | JRA栗東                   |
| 12月28日                               | 中山競馬場                             | 芝2000m                                | クロワデュノール       | 牡2  | （有）サンデーレーシング | （有）サンデーレーシング | 2:00.5                    |

### 中央競馬・障害（J・GI）
| 競走名                     | 競走名                     | 競走名                     | 優勝馬         | 性齢 | 騎手       | 調教師   | 所属    |
| 月日                       | 競馬場                     | コース・距離               | 優勝馬         | 性齢 | 馬主       | 馬主     | タイム  |
| -------------------------- | -------------------------- | -------------------------- | -------------- | ---- | ---------- | -------- | ------- |
| 第26回中山グランドジャンプ | 第26回中山グランドジャンプ | 第26回中山グランドジャンプ | イロゴトシ     | 牡7  | 黒岩悠     | 牧田和弥 | JRA栗東 |
| 4月13日                    | 中山競馬場                 | 障害芝4250m                | イロゴトシ     | 牡7  | 内田玄祥   | 内田玄祥 | 4:47.2  |
| 第147回中山大障害          | 第147回中山大障害          | 第147回中山大障害          | ニシノデイジー | 牡8  | 五十嵐雄祐 | 高木登   | JRA美浦 |
| 12月21日                   | 中山競馬場                 | 障害芝4100m                | ニシノデイジー | 牡8  | 西山茂行   | 西山茂行 | 4:40.4  |

### 地方競馬・ダートグレード競走（GI・JpnI）
| 競走名                               | 競走名                               | 競走名                               | 優勝馬             | 性齢 | 騎手                                 | 調教師                               | 所属    |
| 月日                                 | 競馬場                               | 距離                                 | 優勝馬             | 性齢 | 馬主                                 | 馬主                                 | タイム  |
| ------------------------------------ | ------------------------------------ | ------------------------------------ | ------------------ | ---- | ------------------------------------ | ------------------------------------ | ------- |
| 第73回川崎記念                       | 第73回川崎記念                       | 第73回川崎記念                       | ライトウォーリア   | 牡7  | 吉原寛人                             | 内田勝義                             | 川崎    |
| 4月3日                               | 川崎競馬場                           | 2100m                                | ライトウォーリア   | 牡7  | （有）キャロットファーム             | （有）キャロットファーム             | 2:15.5  |
| 第69回羽田盃                         | 第69回羽田盃                         | 第69回羽田盃                         | アマンテビアンコ   | 牡3  | 川田将雅                             | 宮田敬介                             | JRA美浦 |
| 4月24日                              | 大井競馬場                           | 1800m                                | アマンテビアンコ   | 牡3  | （有）シルクレーシング               | （有）シルクレーシング               | 1:53.9  |
| 第36回かしわ記念                     | 第36回かしわ記念                     | 第36回かしわ記念                     | シャマル           | 牡6  | 川須栄彦                             | 松下武士                             | JRA栗東 |
| 5月1日                               | 船橋競馬場                           | 1600m                                | シャマル           | 牡6  | 金山敏也                             | 金山敏也                             | 1:39.0  |
| 第70回東京ダービー                   | 第70回東京ダービー                   | 第70回東京ダービー                   | ラムジェット       | 牡3  | 三浦皇成                             | 佐々木晶三                           | JRA栗東 |
| 6月5日                               | 大井競馬場                           | 2000m                                | ラムジェット       | 牡3  | 前田幸治                             | 前田幸治                             | 2:06.1  |
| 第28回さきたま杯                     | 第28回さきたま杯                     | 第28回さきたま杯                     | レモンポップ       | 牡6  | 坂井瑠星                             | 田中博康                             | JRA美浦 |
| 6月19日                              | 浦和競馬場                           | 1400m                                | レモンポップ       | 牡6  | ゴドルフィン                         | ゴドルフィン                         | 1:26.7  |
| 第47回帝王賞                         | 第47回帝王賞                         | 第47回帝王賞                         | キングズソード     | 牡5  | 藤岡佑介                             | 寺島良                               | JRA栗東 |
| 6月26日                              | 大井競馬場                           | 2000m                                | キングズソード     | 牡5  | （株）ヒダカ・ブリーダーズ・ユニオン | （株）ヒダカ・ブリーダーズ・ユニオン | 2:06.9  |
| 第26回ジャパンダートクラシック       | 第26回ジャパンダートクラシック       | 第26回ジャパンダートクラシック       | フォーエバーヤング | 牡3  | 坂井瑠星                             | 矢作芳人                             | JRA栗東 |
| 10月2日                              | 大井競馬場                           | 2000m                                | フォーエバーヤング | 牡3  | 藤田晋                               | 藤田晋                               | 2:04.1  |
| 第37回マイルチャンピオンシップ南部杯 | 第37回マイルチャンピオンシップ南部杯 | 第37回マイルチャンピオンシップ南部杯 | レモンポップ       | 牡6  | 坂井瑠星                             | 田中博康                             | JRA美浦 |
| 10月14日                             | 盛岡競馬場                           | 1600m                                | レモンポップ       | 牡6  | ゴドルフィン                         | ゴドルフィン                         | 1:35.9  |
| 第14回JBCレディスクラシック          | 第14回JBCレディスクラシック          | 第14回JBCレディスクラシック          | アンモシエラ       | 牝3  | 横山武史                             | 松永幹夫                             | JRA栗東 |
| 11月4日                              | 佐賀競馬場                           | 1860m                                | アンモシエラ       | 牝3  | 広尾レース（株）                     | 広尾レース（株）                     | 1:59.6  |
| 第24回JBCスプリント                  | 第24回JBCスプリント                  | 第24回JBCスプリント                  | タガノビューティー | 牡7  | 石橋脩                               | 西園正都                             | JRA栗東 |
| 11月4日                              | 佐賀競馬場                           | 1400m                                | タガノビューティー | 牡7  | 八木良司                             | 八木良司                             | 1:26.8  |
| 第24回JBCクラシック                  | 第24回JBCクラシック                  | 第24回JBCクラシック                  | ウィルソンテソーロ | 牡5  | 川田将雅                             | 小手川準                             | JRA美浦 |
| 11月4日                              | 佐賀競馬場                           | 2000m                                | ウィルソンテソーロ | 牡5  | 了徳寺健二ホールディングス（株）     | 了徳寺健二ホールディングス（株）     | 2:08.0  |
| 第75回全日本2歳優駿                  | 第75回全日本2歳優駿                  | 第75回全日本2歳優駿                  | ミリアッドラヴ     | 牝2  | 西村淳也                             | 新谷功一                             | JRA栗東 |
| 12月11日                             | 川崎競馬場                           | 1600m                                | ミリアッドラヴ     | 牝2  | 白石明日香                           | 白石明日香                           | 1:42.4  |
| 第70回東京大賞典                     | 第70回東京大賞典                     | 第70回東京大賞典                     | フォーエバーヤング | 牡3  | 坂井瑠星                             | 矢作芳人                             | JRA栗東 |
| 12月29日                             | 大井競馬場                           | 2000m                                | フォーエバーヤング | 牡3  | 藤田晋                               | 藤田晋                               | 2:04.9  |

### ばんえい競馬（BG1）
| 競走名                 | 競走名                 | 競走名                 | 優勝馬         | 性齢 | 騎手       | 調教師     | タイム ばんえい重量 |
| 月日                   | 競馬場                 | 距離（馬場水分）       | 優勝馬         | 性齢 | 馬主       | 馬主       | タイム ばんえい重量 |
| ---------------------- | ---------------------- | ---------------------- | -------------- | ---- | ---------- | ---------- | ------------------- |
| 第46回帯広記念         | 第46回帯広記念         | 第46回帯広記念         | メジロゴーリキ | 牡10 | 鈴木恵介   | 松井浩文   | 2:10.0 900kg        |
| 1月2日                 | 帯広競馬場             | 200m（2.6%）           | メジロゴーリキ | 牡10 | 広瀬豪     | 広瀬豪     | 2:10.0 900kg        |
| 第17回天馬賞           | 第17回天馬賞           | 第17回天馬賞           | キングフェスタ | 牡5  | 鈴木恵介   | 小北栄一   | 1:39.0 760kg        |
| 1月3日                 | 帯広競馬場             | 200m（2.4%）           | キングフェスタ | 牡5  | 廣部武士   | 廣部武士   | 1:39.0 760kg        |
| 第34回ヒロインズカップ | 第34回ヒロインズカップ | 第34回ヒロインズカップ | ダイヤカツヒメ | 牝5  | 赤塚健仁   | 久田守     | 2:28.7 770kg        |
| 1月28日                | 帯広競馬場             | 200m（1.7%）           | ダイヤカツヒメ | 牝5  | 稲谷義雄   | 稲谷義雄   | 2:28.7 770kg        |
| 第55回イレネー記念     | 第55回イレネー記念     | 第55回イレネー記念     | ライジンサン   | 牡3  | 鈴木恵介   | 大河原和雄 | 2:00.4 690kg        |
| 3月16日                | 帯広競馬場             | 200m（2.0%）           | ライジンサン   | 牡3  | 佐々木松一 | 佐々木松一 | 2:00.4 690kg        |
| 第56回ばんえい記念     | 第56回ばんえい記念     | 第56回ばんえい記念     | メジロゴーリキ | 牡10 | 鈴木恵介   | 松井浩文   | 2:55.0 1000kg       |
| 3月17日                | 帯広競馬場             | 200m（1.9%）           | メジロゴーリキ | 牡10 | 広瀬豪     | 広瀬豪     | 2:55.0 1000kg       |
| 第49回ばんえいオークス | 第49回ばんえいオークス | 第49回ばんえいオークス | スマイルカナ   | 牝3  | 西謙一     | 鈴木邦哉   | 1:56.7 670kg        |
| 12月1日                | 帯広競馬場             | 200m（1.9%）           | スマイルカナ   | 牝3  | 川添保徳   | 川添保徳   | 1:56.7 670kg        |
| 第53回ばんえいダービー | 第53回ばんえいダービー | 第53回ばんえいダービー | ライジンサン   | 牡3  | 鈴木恵介   | 大河原和雄 | 1:57.6 730kg        |
| 12月30日               | 帯広競馬場             | 200m（1.1%）           | ライジンサン   | 牡3  | 佐々木松一 | 佐々木松一 | 1:57.6 730kg        |

### 騎手招待・交流競走
- 第38回全日本新人王争覇戦（1月23日、高知競馬場）総合優勝：細川智史（愛知）[560]
- 第21回佐々木竹見カップ ジョッキーズグランプリ（1月30日、川崎競馬場）総合優勝：横山武史（JRA美浦）[561]
- LJSレディスジョッキーズシリーズ2023（2023年11月21日：盛岡競馬場、3月8日：笠松競馬場）総合優勝：木之前葵（愛知）[562]
- 2024地方競馬ジョッキーズチャンピオンシップ（5月30日、園田競馬場）総合優勝：吉村智洋（兵庫）[563]
- 2024ワールドオールスタージョッキーズ（8月24日・25日、札幌競馬場）[564]
  - 個人総合優勝：ジョアン・モレイラ（ブラジル）
  - チーム戦優勝：JRA選抜（横山典弘、松山弘平、クリストフ・ルメール、戸崎圭太、川田将雅、武豊、坂井瑠星）
- 第31回ゴールデンジョッキーカップ（9月19日、園田競馬場）総合優勝：武豊（JRA栗東）[565]
- 2024ヤングジョッキーズシリーズファイナルラウンド（12月12日：園田競馬場、12月14日：JRA中京競馬場）総合優勝：鷹見陸（大井）[566]

## 表彰

### 令和6年春の褒章
4月28日発表。
- 黄綬褒章：宮下瞳（愛知県競馬組合騎手）

### 令和6年春の叙勲
4月29日発表。
- 旭日小綬章：橋田満（元日本中央競馬会調教師、元日本調教師会会長）

### 令和6年春の外国人叙勲
4月29日発表。
- 旭日中綬章：ウインフリート・エンゲルブレヒト=ブレスゲス（香港ジョッキークラブCEO、国際競馬統括機関連盟会長、アジア競馬連盟会長）※日本競馬の国際的発展および軽種馬生産を通じた日本の畜産振興に寄与

### 2024年度JRA顕彰馬
6月4日発表。
- キングカメハメハ
- コントレイル

### 令和6年秋の褒章
11月2日発表。
- 黄綬褒章：武豊（日本中央競馬会騎手）

### 第29回高知県文化環境功労者表彰
11月22日発表。
- 赤岡修次（高知県競馬組合騎手）

### 日本中央競馬会理事長特別表彰
12月19日発表。
- 加藤みどり
- 井口保子
- 吉永みち子
- 鈴木淑子

### 2024年度JRA賞
調教師・騎手部門は2025年1月4日発表、競走馬部門・馬事文化賞は2025年1月7日発表。

#### 調教師部門
- 最多勝利調教師：矢作芳人（栗東）
- 最高勝率調教師・優秀技術調教師：田中博康（美浦）
- 最多賞金獲得調教師：友道康夫（栗東）

#### 騎手部門
- 最多勝利騎手・最高勝率騎手・最多賞金獲得騎手・騎手大賞：クリストフ・ルメール（栗東）
- MVJ：戸崎圭太（美浦）
- 最優秀障害騎手：小牧加矢太（栗東）
- 最多勝利新人騎手：高杉吏麒（栗東）
- 特別賞：武豊（栗東）

#### 競走馬部門
- 年度代表馬・最優秀4歳以上牡馬：ドウデュース（牡5、栗東・友道康夫厩舎）
- 最優秀2歳牡馬：クロワデュノール（牡2、栗東・斉藤崇史厩舎）
- 最優秀2歳牝馬：アルマヴェローチェ（牝2、栗東・上村洋行厩舎）
- 最優秀3歳牡馬：ダノンデサイル（牡3、栗東・安田翔伍厩舎）
- 最優秀3歳牝馬：チェルヴィニア（牝3、美浦・木村哲也厩舎）
- 最優秀4歳以上牝馬：スタニングローズ（牝5、栗東・高野友和厩舎）
- 最優秀スプリンター：ルガル（牡4、栗東・杉山晴紀厩舎）
- 最優秀マイラー：ソウルラッシュ（牡6、栗東・池江泰寿厩舎）
- 最優秀ダートホース：レモンポップ（牡6、美浦・田中博康厩舎）
- 最優秀障害馬：ニシノデイジー（牡8、美浦・高木登厩舎）
- 特別賞：フォーエバーヤング（牡3、栗東・矢作芳人厩舎）

#### 馬事文化賞
- 受賞者：パリ2024オリンピック総合馬術団体日本代表
  - 大岩義明&MGHグラフトンストリート号
  - 北島隆三&セカティンカJRA号
  - 田中利幸&ジェファーソンJRA号
  - 戸本一真&ヴィンシーJRA号

### NARグランプリ2024
2025年1月15日発表。

#### 表彰者
- 最優秀勝利回数調教師賞・最優秀勝率調教師賞：打越勇児（高知）
- 最優秀賞金収得調教師賞：小久保智（浦和）
- 殊勲調教師賞：該当なし
- 最優秀勝利回数騎手賞：森泰斗（船橋）
- 最優秀賞金収得騎手賞：笹川翼（大井）
- 最優秀勝率騎手賞：渡邊竜也（笠松）
- 殊勲騎手賞：該当なし
- 優秀新人騎手賞：加藤翔馬（金沢）
- 優秀女性騎手賞：宮下瞳（愛知）
- フェアプレイ賞：村上忍（岩手）※前年までの「ベストフェアプレイ賞」を改称、表彰規程も改正
- 特別賞
  - 宮下瞳（愛知）※女性騎手として初めて黄綬褒章を受章
  - 吉原寛人（金沢）※地方競馬通算3000勝を達成

#### 表彰馬
- 年度代表馬・4歳以上最優秀牡馬：ライトウォーリア（川崎）
- 2歳最優秀牡馬：ソルジャーフィルド（北海道）
- 2歳最優秀牝馬：プラウドフレール（船橋）
- 3歳最優秀牡馬：サントノーレ（大井）
- 3歳最優秀牝馬：ローリエフレイバー（大井）
- 4歳以上最優秀牝馬：キャリックアリード（大井）
- ばんえい最優秀馬：メジロゴーリキ（ばんえい）
- 最優秀短距離馬：アラジンバローズ（兵庫）
- 最優秀ターフ馬：該当なし
- ダートグレード競走特別賞馬：フォーエバーヤング（JRA）
- 特別表彰馬：ラブミーチャン

## 新規免許取得者
騎手・調教師のみ記載。ただし地方競馬及び日本国外からJRAへ移籍した者、JRAから地方競馬へ移籍した者、引退・失効・免許返上後に再取得した者は除く。
地方競馬は年度単位（4月 - 翌年3月）となっているが、免許日を基準に記載する。
記載は氏名（所属地、免許日）の順。

### 騎手
- 石神深道（JRA美浦、3月1日）[279][579]
- 大江原比呂（JRA美浦、3月1日）[279][580]
- 坂口智康（JRA美浦、3月1日）※障害のみ免許[279][581]
- 長浜鴻緒（JRA美浦、3月1日）[279][582][注 5]
- 柴田裕一郎（JRA栗東、3月1日）[279][583]
- 高杉吏麒（JRA栗東、3月1日）[279][584]
- 橋木太希（JRA栗東、3月1日）[279][585]
- 吉村誠之助（JRA栗東、3月1日）[279][586]
- 藤田凌駕（北海道、4月1日）[303]
- 坂井瑛音（岩手、4月1日）[303]
- 千野稜真（浦和、4月1日）[303]
- 山本大翔（船橋、4月1日）[303]
- 高橋優（大井、4月1日）[303]
- 加藤雄真（川崎、4月1日）[303]
- 佐野遥久（川崎、4月1日）[303]
- 明星晴大（笠松、4月1日）[303]
- 望月洵輝（愛知、4月1日）[303]
- 塩津璃菜（兵庫、4月1日）[303]
- 新庄海誠（兵庫、4月1日）[303]
- 髙橋愛叶（兵庫、4月1日）[303]
- 土方颯太（兵庫、4月1日）[303]
- 城野慈尚（高知、4月1日）[303]
- 大友一馬（ばんえい、12月1日）[484]
- 菅原響希（ばんえい、12月1日）[484]
- 中原蓮（ばんえい、12月1日）[484]
- 渡邊準己（北海道、12月1日）[484]

### 調教師
- 浅利英明（JRA美浦、1月1日）[587][588]
- 田中勝春（JRA美浦、1月1日）[587][589]
- 柄崎将寿（JRA美浦、1月1日）[587][590]
- 佐藤悠太（JRA栗東、1月1日）[587][591]
- 高橋一哉（JRA栗東、1月1日）[587][592]
- 東田明士（JRA栗東、1月1日）[587][593]
- 前川恭子（JRA栗東、1月1日）[587][594][595]
- 宮地貴稔（JRA栗東、1月1日）[587][596]
- 秋山真一郎（JRA栗東、3月1日）[587][597][注 6]
- 穂刈隆志（大井、4月1日）[303]
- 秋山直之（川崎、4月1日）[303]
- 茂木浩幸（川崎、4月1日）[303]
- 池田敦（金沢、8月1日）[391]
- 堀場裕充（金沢、8月1日）[391]
- 荒木道哉（笠松、8月1日）[391]
- 森山広大（笠松、8月1日）[391]
- 陶文峰（岩手、12月1日）[484]
- 水上直人（浦和、12月1日）[484]
- 大津剛（船橋、12月1日）[484]
- 長谷川剛史（船橋、12月1日）[484]
- 嬉勝則（高知、12月1日）[484]
- 真島二也（佐賀、12月1日）[484]
- 倉富隆一郎（佐賀、12月1日）[484]

## 通算勝利数の記録
地方競馬は「地方通算」のものと「中央・地方通算」（主にホッカイドウ競馬で使用）があるが、それぞれ出典に拠った。
同一人物が複数の記録を達成した場合は原則として最後に記録したものを記載するが、地方競馬から中央競馬へ移籍した騎手、また中央所属で平地競走と障害競走でそれぞれ記載可能な記録、さらに地方競馬及び日本国外所属で中央競馬もしくは地方競馬初勝利等が発生した場合はこの限りでない。
記載は、氏名（達成地、達成日）の順。

### 騎手
| 初勝利 オレリアン・ルメートル（JRA京都、1月6日）※JRA初勝利 レネ・ピーヒュレク（JRA中山、1月14日）※JRA初勝利 リチャード・キングスコート（JRA中山、1月21日）※JRA初勝利 柴田裕一郎（JRA小倉、3月2日） 長浜鴻緒（JRA中山、3月9日） 高杉吏麒（JRA中京、3月23日） 吉村誠之助（JRA阪神、3月24日） 石神深道（JRA中山、3月31日） 石田拓郎（JRA福島、4月6日） 望月洵輝（名古屋、4月10日）※地方競馬通算 山本大翔（船橋、4月11日） 佐野遥久（大井、4月11日） 高橋愛叶（園田、4月16日） 明星晴大（笠松、4月18日） 千野稜真（浦和、4月18日） 藤田凌駕（門別、4月18日） 城野慈尚（高知、4月20日） 井上敏樹（JRA福島、4月21日）※障害競走初勝利 坂井瑛音（水沢、4月22日） 土方颯太（園田、4月23日） 塩津璃菜（園田、4月23日） タイグ・オシェア（JRA東京、4月27日）※JRA初勝利 高橋優（大井、5月16日） 新庄海誠（園田、5月17日） 坂口智康（JRA新潟、5月19日） ジェームズ・マクドナルド（JRA東京、6月2日）※JRA初勝利 大江原比呂（JRA東京、6月9日） 加藤雄真（川崎、7月3日） 笹川翼（JRA新潟、7月28日）※大井所属。JRA初勝利 橋木太希（JRA中京、9月29日） 渡邊竜也（JRA京都、11月16日）※笠松所属。JRA初勝利 大友一馬（ばんえい帯広、12月7日） 中原蓮（ばんえい帯広、12月7日） 室陽一朗（JRA中京、12月14日）※浦和所属。JRA初騎乗で初勝利 望月洵輝（JRA中京、12月14日）※愛知所属。JRA初勝利 菅原響希（ばんえい帯広、12月16日） 100勝 野中悠太郎（JRA中山、1月6日） 七夕裕次郎（浦和、2月23日） 森一馬（JRA小倉、2月24日）※障害競走通算 小坂忠士（JRA阪神、3月23日）※障害競走通算 中村太陽（ばんえい帯広、4月23日） 佐々木大輔（JRA新潟、5月11日） 加藤翔馬（金沢、6月15日） 永島まなみ（JRA小倉、7月6日） 永野猛蔵（JRA函館、7月6日） 濱尚美（高知、7月20日） 大畑慧悟（名古屋、7月23日） 菅原涼太（大井、7月29日） 角田大和（JRA中京、9月16日） 嶋田純次（JRA新潟、10月6日） 中山蓮王（佐賀、10月13日） 長尾翼玖（園田、10月23日） 長岡禎仁（JRA京都、11月2日） 佐々木志音（水沢、11月17日） 室陽一朗（浦和、11月18日）※地方競馬通算 江里口裕輝（大井、12月6日） 長江慶悟（笠松、12月29日） 200勝 吉井章（大井、1月22日） 山田義貴（佐賀、2月11日） 石神深一（JRA中山、3月10日） 細川智史（名古屋、3月15日） 東川慎（笠松、3月18日） 野畑凌（川崎、4月3日） 荻野極（JRA福島、4月14日） 笠野雄大（船橋、4月30日） 高田潤（JRA福島、7月13日） 木村直輝（高知、9月8日） 斎藤新（JRA新潟、10月6日） 山中悠希（浦和、10月21日） クリスチャン・デムーロ（JRA東京、10月27日）※JRA通算 黛弘人（JRA福島、11月2日） 300勝 塚本征吾（笠松、2月6日） 妹尾浩一朗（高知、2月20日） 永井孝典（園田、4月25日） 菅原明良（JRA東京、6月8日） 石川裕紀人（JRA新潟、8月18日） 福原杏（浦和、10月23日） 400勝 西啓太（大井、3月20日） 中田貴士（園田、4月24日） 黒澤愛斗（門別、5月9日） 塚本征吾（名古屋、7月26日） 多田羅誠也（高知、7月27日） 小野楓馬（門別、9月4日） 横山和生（JRA中山、9月28日） 出水拓人（佐賀、11月30日） 500勝 丹内祐次（JRA新潟、4月27日） 鮫島克駿（JRA中京、8月25日） 林謙佑（高知、9月7日） 岩本怜（水沢、9月29日） 飛田愛斗（佐賀、10月26日） 坂井瑠星（JRA東京、10月27日） 松戸政也（金沢、11月19日） 岩田望来（JRA京都、11月24日） 600勝 小谷周平（園田、3月26日） 栗原大河（金沢、5月14日） 横山武史（JRA東京、6月2日） 大柿一真（園田、9月25日） 木之前葵（名古屋、12月18日） 700勝 大野拓弥（JRA中山、3月23日） 田中直人（佐賀、4月7日） 池田敦（金沢、7月15日） 鴨宮祥行（園田、8月16日） 落合玄太（門別、9月5日） 川島拓（佐賀、9月7日） 阪野学（門別、9月26日） 菅原辰徳（水沢、11月24日） 800勝 藤岡康太（JRA阪神、3月30日） 笹田知宏（園田、9月20日） 張田昂（浦和、12月26日） 900勝 杉浦健太（姫路、2月13日） 渡来心路（ばんえい帯広、8月24日） 北村友一（JRA札幌、8月31日） 中島龍也（金沢、10月13日） 阿部龍（門別、10月15日） 加藤聡一（名古屋、11月13日） | 1000勝 廣瀬航（園田、5月10日） 竹吉徹（佐賀、6月1日） 渡邊竜也（笠松、12月13日）※地方競馬通算 1100勝 坂口裕一（水沢、3月23日） 南郷家全（盛岡、10月20日） 田中純（佐賀、12月14日） 1200勝 宮下瞳（笠松、3月8日） 畑中信司（高知、6月8日） 高橋悠里（盛岡、7月29日） 松山弘平（JRA中京、9月8日） 岩橋勇二（門別、10月17日） 浜中俊（JRA京都、10月26日） 石川慎将（佐賀、12月2日） 石川倭（佐賀、12月16日）※ホッカイドウ競馬発表。地方競馬・中央競馬合算 石川倭（佐賀、12月22日）※佐賀県競馬組合発表。地方競馬通算 1300勝 佐原秀泰（高知、1月30日） ミルコ・デムーロ（JRA中京、9月29日） 筒井勇介（笠松、10月23日） 本田正重（船橋、11月1日） 1400勝 町田直希（川崎、7月5日） 1500勝 和田譲治（船橋、2月8日） 和田竜二（JRA京都、5月12日） 戸崎圭太（JRA東京、6月16日） 1700勝 桑村真明（門別、7月11日） 今井貴大（名古屋、11月11日） 幸英明（JRA京都、12月21日） 1800勝 岩田康誠（JRA東京、11月17日） 1900勝 山崎誠士（船橋、5月3日） 山本政聡（盛岡、6月30日） クリストフ・ルメール（JRA新潟、8月18日）※JRA史上最少騎乗回数で達成 米倉知（金沢、9月1日） 大山真吾（園田、12月26日） 2000勝 西謙一（ばんえい帯広、8月4日）※ばんえい競馬史上最短で達成 阿部英俊（盛岡、10月21日） 2100勝 阿部武臣（ばんえい帯広、5月27日） 川田将雅（JRA東京、11月9日） 笹川翼（大井、12月6日）※地方競馬通算 2300勝 大畑雅章（名古屋、1月15日） 永森大智（高知、1月16日） 宮川実（高知、5月6日） 宮崎光行（門別、10月22日） 2500勝 山本聡哉（盛岡、5月20日） 2700勝 矢野貴之（大井、11月7日） 2800勝 御神本訓史（大井、5月15日） 3100勝 吉原寛人（金沢、11月19日） 3200勝 丸野勝虎（笠松、10月25日） 3500勝 鈴木恵介（ばんえい帯広、7月28日）※ばんえい競馬史上最短で達成 吉村智洋（園田、9月4日） 小牧太（園田、12月26日）※地方競馬通算 3700勝 下原理（園田、6月12日） 4100勝 村上忍（盛岡、10月13日） 4400勝 森泰斗（大井、10月1日） 4500勝 赤岡修次（高知、1月8日） 武豊（JRA東京、5月12日） 4800勝 藤本匠（ばんえい帯広、10月13日） 5100勝 岡部誠（笠松、7月17日） 5300勝 山口勲（佐賀、2月17日） 5800勝 川原正一（園田、1月4日） |

### 調教師
| 初勝利 高橋一哉（JRA阪神、3月16日） 藤田弘治（金沢、4月2日） 藤野健太（JRA福島、4月6日） 矢嶋大樹（JRA中山、4月7日） 河嶋宏樹（JRA阪神、4月7日） 森一誠（JRA中山、4月7日） 福永祐一（JRA福島、4月7日） 小椋研介（JRA阪神、4月14日） 千葉直人（JRA中山、4月14日） 木村暁（水沢、4月22日） 真島大輔（大井、4月23日） 田中力（船橋、5月29日） 森山広大（笠松、8月28日） 堀場裕充（金沢、9月7日） 秋山直之（川崎、10月9日） 池田敦（金沢、10月21日） 宮地貴稔（JRA京都、12月7日） 100勝 真島正徳（佐賀、1月8日） 石坂公一（JRA阪神、2月25日） 鮫島克也（佐賀、3月2日） 坂井英光（大井、3月22日） 宮田敬介（JRA東京、6月8日） 繁田健一（浦和、6月20日） 黒川智貴（門別、9月25日） 田中克典（JRA京都、11月16日） 長谷川浩大（JRA京都、12月21日） 200勝 宮川浩一（高知、1月28日） 佐藤博紀（川崎、4月4日） 奥村豊（JRA阪神、4月7日） 平田正一（浦和、4月16日） 奥村武（JRA東京、4月27日） 南田美知雄（JRA新潟、5月18日） 千田輝彦（JRA函館、7月7日） 中道啓二（大井、7月8日） 田島俊明（JRA福島、7月13日） 中舘英二（JRA福島、7月14日） 伊藤大士（JRA札幌、8月4日） 松下武士（JRA中京、8月18日） 牧田和弥（JRA中京、8月24日） 石本孝博（門別、8月28日） 鹿沼良和（浦和、9月18日） 佐々木国明（門別、10月24日） 橋口慎介（JRA京都、11月24日） 宇都英樹（名古屋、11月25日） 300勝 水野貴史（浦和、1月12日） 梅田智之（JRA小倉、2月3日） 稲益貴弘（船橋、2月9日） 奥平雅士（JRA小倉、2月18日） 平山宏秀（佐賀、3月3日） 村山明（JRA新潟、5月18日） 齊藤正弘（門別、5月22日） 北出成人（JRA京都、6月8日） 藤沢則雄（JRA函館、6月23日） 小国博行（門別、7月17日） 吉田直弘（JRA中山、9月14日） 大根田裕之（JRA京都、10月13日） 松浦聡志（園田、11月20日） 小崎憲（JRA中京、11月30日） 杉山晴紀（JRA京都、12月7日） 400勝 本田優（JRA中山、4月6日） 中内田充正（JRA阪神、4月6日）※JRA現役最速で達成 張田京（船橋、4月13日） 平田修（JRA京都、4月21日） 鈴木啓之（大井、4月22日） 横山保（浦和、6月20日） 山中尊徳（川崎、9月3日） 木村哲也（JRA東京、10月6日） 柳澤好美（門別、10月9日） 佐藤裕太（川崎、11月14日） 北村欣也（佐賀、12月2日） 栗本陽一（笠松、12月13日） 500勝 池田忠好（佐賀、4月7日） 的場直之（大井、4月10日） 山田徹（佐賀、4月21日） 佐藤敏彦（水沢、4月23日） 松永幹夫（JRA東京、5月19日） 平山真希（浦和、5月23日） 坂本昇（船橋、5月31日） 後藤佑耶（笠松、6月7日） 櫻井今朝利（名古屋、6月28日） 田辺陽一（川崎、7月3日） 井樋明正（佐賀、7月20日） 斎藤誠（JRA新潟、8月10日） 相沢郁（JRA新潟、8月18日） 酒井仁（水沢、9月30日） 宗形竹見（大井、11月5日） 佐々木功（川崎、11月14日） 上原博之（JRA東京、11月16日） 鷹見浩（大井、12月3日） | 600勝 倉地学（名古屋、5月2日） 大久保龍志（JRA京都、5月18日） 藤岡健一（JRA札幌、7月21日） 井樋一也（金沢、8月5日） 田嶋弘幸（金沢、8月6日） 700勝 西園正都（JRA中京、3月23日） 赤嶺本浩（大井、4月23日） 畠山信一（水沢、4月23日） 萩原清（JRA東京、6月2日） 小野望（門別、8月28日） 工藤真司（高知、9月22日） 800勝 齊藤敏（船橋、1月15日） 桧森邦夫（門別、7月16日） 藤田輝信（大井、12月5日） 堀宣行（JRA中山、12月28日） 900勝 中川雅之（金沢、3月10日） 荒山勝徳（大井、7月10日） 山崎尋美（川崎、8月9日） 田口輝彦（笠松、8月15日） 瀬戸幸一（園田、11月7日） 佐藤浩一（盛岡、11月12日） 加藤和義（金沢、12月15日） 1000勝 金山明彦（ばんえい帯広、5月12日） 後藤正義（笠松、7月4日） 長部幸光（ばんえい帯広、11月24日） 1100勝 新子雅司（園田、7月25日） 新井清重（船橋、8月26日） 1200勝 藤ヶ崎一人（名古屋、2月16日） 坂口義幸（名古屋、4月9日） 細川忠義（高知、9月29日） 1300勝 髙月賢一（川崎、7月3日） 加藤幸保（笠松、8月29日） 今津博之（名古屋、11月25日） 土井道隆（佐賀、12月15日） 1500勝 金田勇（ばんえい帯広、1月4日） 坂本東一（ばんえい帯広、4月22日）※ばんえい競馬史上最短で達成 田中正二（門別、7月4日） 内田勝義（川崎、8月7日） 笹野博司（笠松、11月15日） 髙橋俊之（金沢、12月8日） 1600勝 藤田正治（笠松、6月7日） 塚田隆男（名古屋、7月11日） 1700勝 東眞市（佐賀、11月24日） 1800勝 角川秀樹（門別、4月25日） 田中淳司（門別、7月11日） 2000勝 小久保智（浦和、8月21日）※南関東所属調教師として史上初 2100勝 川西毅（名古屋、9月3日） 佐藤茂（金沢、11月10日） 打越勇児（高知、11月16日） 2200勝 九日俊光（佐賀、4月26日） 伊藤強一（笠松、5月22日） 2400勝 真島元徳（佐賀、4月6日） 2500勝 川嶋弘吉（笠松、7月31日） 3000勝 田中守（高知、12月21日） 4000勝 雑賀正光（高知、6月15日） 4300勝 角田輝也（名古屋、12月5日） |

## 競走馬の登録抹消
以下は本年に登録を抹消された競走馬の一覧である。

### JRA

#### 1月
- グルーヴィット[915]
- ホウオウエミーズ[916]
- タイトルホルダー[917]
- パンサラッサ[918]
- アンドヴァラナウト[919]
- ヴァレーデラルナ[920]
- ビッグリボン[921]
- イツカハシャチョウ[922]

#### 2月
- マリアエレーナ[923]
- バーデンヴァイラー[924]
- ミスニューヨーク[925]
- サンライズホープ[926]
- パワフルヒロコ[927]
- シンシティ[928]
- ゴライコウ[929]
- コマンドライン[930]
- プリティーチャンス[931]
- アリーヴォ[932]
- セキフウ[933]
- アヴェラーレ[934]
- レッドルゼル[935]
- アフリカンゴールド[936]

#### 3月
- イルーシヴパンサー[937]
- ジャスティンカフェ[938]
- アナザーリリック[939]
- ルージュスティリア[940]
- ボンボヤージ[941]
- ララクリスティーヌ[942]
- テリオスベル[943]
- レッドジェネシス[944]
- レディバグ[945]
- ゴールデンハインド[946]
- ダイメイフジ[947]
- タイセイアベニール[948]
- メイケイエール[949]
- ユーキャンスマイル[950]
- ディヴィーナ[951]
- ロータスランド[952]
- フライングバレル[953]

#### 4月
- オーロラテソーロ[954]

#### 5月
- ケイアイパープル[955]
- エイシンクリック[956]
- ヒンドゥタイムズ[957]
- ベレヌス[958]
- シルヴァーソニック[959]
- ゼッフィーロ[960]

#### 6月
- ソーヴァリアント[961]
- アイスジャイアント[962]
- アリストテレス[963]
- カイザーメランジェ[964]
- ライトクオンタム[965]
- キリンジ[966]
- ガロアクリーク[967]

#### 7月
- アサマノイタズラ[968]
- ノッキングポイント[969]
- オウケンムーン[970]

#### 8月
- プレサージュリフト[971]
- サクセッション[972]
- オールパルフェ[973]

#### 9月
- マイネルファンロン[974]
- トゥルボー[975]
- ブレークアップ[976]
- カテドラル[977]
- パライバトルマリン[978]
- ファルコニア[979]

#### 10月
- サウンドビバーチェ[980]
- クリノガウディー[981]
- ガストリック[982]
- ホウオウアマゾン[983]
- マスクトディーヴァ[984]
- ジェミニキング[985]
- ルージュエヴァイユ[986]

#### 11月
- ラストドラフト[987]
- ワンダフルタウン[988]
- ステラヴェローチェ[989]
- ケイティクレバー[990]
- バスラットレオン[991]
- キングエルメス[992]
- デュアリスト[993]
- プロミストウォリア[994]
- ドルチェモア[995]
- ハーパー[996]
- モリアーナ[997]
- アイコンテーラー[998]
- ジャスティンミラノ[999]
- ヒシイグアス[1000]
- ナミュール[1001]
- フィアスプライド[1002]
- レッドベルオーブ[1003]

#### 12月
- レッドラディエンス[1004]
- スマッシャー[1005]
- サブライムアンセム[1006]
- レモンポップ[1007]
- ゲンパチルシファー[1008]
- スターズオンアース[1009]
- ディープボンド[1010]
- ドウデュース[1011]
- スタニングローズ[1012]
- シャフリヤール[1013]
- ニシノデイジー[1014]
- ドライスタウト[1015]
- セリフォス[1016]

### 地方競馬

#### 2月
- リッカルド[1017][1018]

#### 3月
- メジロゴーリキ[1019]

#### 4月
- サヴィ[1020]
- ショウナンバルディ[1021]
- ゴライコウ[注 8][1022]

#### 6月
- マーニ[1023]
- キョウヘイ[1024]

#### 7月
- サトノフェイバー[1025]
- ロードゴラッソ[1026]
- アポロティアモ[1027]
- バーデンヴァイラー[1028]

#### 8月
- ジンギ[1029][1030]
- リュウノユキナ[1031]

#### 10月
- マイネルグリット[1032]
- エメラルファイト[1033]
- ライオンボス[1034]

#### 11月
- スワーヴアラミス[1035]

#### 12月
- ハクサンアマゾネス[1036]
- オウケンムーン[1037]
- カイザーメランジェ[1038]

## 死亡

### 競走馬・繁殖馬・功労馬
- 1月6日 - ハナズゴール[1039]
- 1月12日
  - ファルブラヴ[1040]
  - タイキトレジャー[1041]
- 1月20日 - ロジック[1042]
- 1月25日
  - ビターエンダー[注 9][1044]
  - エイシンサンサン[1045]
- 2月2日 - シンメイフジ[1046]
- 2月7日 - カルストンライトオ[1047]
- 2月13日 - ビートブラック[1048]
- 2月14日 - ドリームパスポート[1049]
- 2月21日 - アイスバーグ[1050]
- 2月27日 - マイネルコンバット[1051]
- 3月1日 - エスケンデレヤ[1052]
- 3月4日 
  - サンテミリオン[1053]
  - クリアザトラック[1054]
- 3月9日 - ゴールドティアラ[1055]
- 3月15日 - サクラプレジデント[1056]
- 3月29日 - リーチザクラウン[1057]
- 3月30日 - フクノドリーム[1058]
- 4月3日 - ラヴェリータ[1059]
- 4月6日 - フラワーパーク[1060]
- 4月8日 - ブロードストリート[1061]
- 4月18日 - ゴールスキー[1062]
- 4月27日 - シルクフェイマス[1063]
- 5月1日 - タガノゲルニカ[1064]
- 5月7日 - ノーリーズン[1065]
- 5月9日 - トウカイミステリー[1066]
- 5月11日 - ヨシオ[1067]
- 5月18日 - トラストファイヤー[1068]
- 5月24日 - コウエイトライ[1069]
- 6月16日 - マテラスカイ[1070]
- 6月24日 - テイルオブザキャット[1071]
- 6月25日 - ロジャーバローズ[1072]
- 7月5日 - セイントメモリー[1073][1074]
- 8月7日（発表日） - インダストリア[注 10][1076]
- 8月17日 - ブラックキャビア[1077]
- 8月18日 - イシノサンデー[1078]
- 8月28日 - ショウガタップリ[注 11][1080]
- 8月31日 - ラブミーチャン[1081]
- 9月1日 - ゼンノエルシド[1082]
- 9月12日 - ヴァーミリアン[1083]
- 9月16日 - マグナーテン[1084]
- 9月20日 - ビッググラス[1085]
- 9月22日 - バーデンヴァイラー[1086]
- 9月23日 - カラジ[1087]
- 9月24日 - テイエムチュラサン[1088]
- 10月8日 
  - デルタブルース[1089]
  - タイセイレジェンド[1090]
- 10月14日 - ネームヴァリュー[1091]
- 10月25日 - トーホウエンペラー[1092]
- 11月26日 - メイショウサムソン[1093]
- 12月3日 - アルアラン[1094]
- 12月5日 - ヴァンセンヌ[1095]
- 12月6日 - アグネスジェダイ[1096]
- 12月8日 - シンボリグラン[1097]
- 12月17日 - オースミコスモ[1098]
- 12月20日 - ノブワイルド[1099]

### 人物
- 1月1日 - 山崎元（経済評論家。競馬ファンとして知られ、『優駿』において「山崎元の競馬と経済 なるほどセミナー」を連載）[1100]
- 1月9日 - 坂井千明（競馬評論家、元日本中央競馬会騎手）[1101]
- 1月15日 - 小原伊佐美（元日本中央競馬会調教師。主な管理馬にタマモクロスなど）[1102]
- 1月18日 - 高橋則行（「リキサン」冠名の馬主・ハイパワー商事の代表、高橋組社長。函館馬主協会8代会長）[1103]
- 2月29日 - 小枝佳代（元競馬実況アナウンサー。主にホッカイドウ競馬やばんえい競馬を担当）[1104][1105]
- 3月5日 - 池田豊治（「イケ」冠名の馬主、カートピアジャンボ元代表。主な所有馬にキングトップガンなど）[1106]
- 3月24日 - 塚本雄大（高知県競馬組合騎手）[1107]→#できごと（3月24日）も参照
- 3月30日 - 矢作和人（元特別区競馬組合調教師。JRA調教師矢作芳人の実父）[1108]
- 4月1日 - 広瀬豪（馬主、広瀬高周波工業代表取締役会長。ばんえい競馬を中心に「コウシュハ」の冠名で多数の競走馬を所有）[1109][1110]
- 4月5日 - 久保田信之（特別区競馬組合調教師）[1111]
- 4月10日 - 藤岡康太（日本中央競馬会騎手）[1112]→#できごと（4月6日）も参照
- 4月26日 - 白井岳（元馬術選手、白井牧場代表）[1113]
- 4月27日 - 池田孝（神奈川県川崎競馬組合調教師）[1114]
- 5月8日 - 棚網基己（「オリエンタル」冠名の馬主、幻冬舎元会長、新潟馬主協会相談役）[1115]
- 5月13日 - 田中哲実（トウケイニセイなどを生産した競走馬生産者、ライター、カメラマン）[1116]
- 5月27日 - 岡冨俊一（元日本中央競馬会騎手）[1117]
- 5月28日（発表日）- 中川三郎（「サブノ」冠名の馬主、プリプラにじゅういち社長。主な所有馬にサブノジュニアなど）[1118]
- 6月1日 - 小林徹弥（元日本中央競馬会騎手）[1119]
- 8月1日 - 谷口屯（「タムロ」冠名の馬主、丸福建設相談役。主な所有馬にタムロチェリーなど）[1120]
- 8月3日 - 大崎善生（小説家。競馬ファンとして知られ一口馬主のほか優駿エッセイ賞の選考委員を務めた）[1121]
- 8月10日
  - （発表日） 角田大河（日本中央競馬会騎手）[155]→#概要（騎手が函館競馬場の芝馬場に自動車で侵入）も参照
  - 川村禎彦（日本中央競馬会調教師、元騎手・調教助手）[1122]
- 8月25日 - 水島晴之（日刊スポーツレース部中央競馬担当記者。2002年から2011年4月まで東京本紙予想を担当）[1123]
- 9月25日 - 乗峯栄一（作家、競馬評論家。スポーツニッポン大阪本社版で1992年4月から19年間にわたり競馬予想コラム「乗峯栄一の賭け」を連載していたほか、競馬に関する著書多数）[1124]
- 10月3日 - 吉田均（競馬エイトトラックマン、競馬評論家。1983年から2008年まで関東版の本紙予想を担当）[1125][1126]
- 10月7日 - 豊原正嗣（「シンコー」冠名の馬主、税理士。主な所有馬にシンコールビーなど）[1127]
- 10月28日 - 山本正彦（ばんえい競馬調教師、元騎手）[1128][1129][1130]
- 11月21日 - 山崎有恒（立命館大学文学部教授、競馬史を研究）[1131]
- 12月9日 - 小倉智昭（フリーアナウンサー。かつて東京12チャンネル『土曜競馬中継』やニッポン放送『日曜競馬ニッポン』の中継番組にて実況を担当していた）[1132][1133]